# Plateau d'Albion
Pour les articles homonymes, voir Albion (homonymie).
Le plateau d'Albion est une zone de hautes plaines située à cheval sur les trois départements français de Vaucluse, de la Drôme et des Alpes-de-Haute-Provence. Il se subdivise administrativement en sept communes : Sault (Vaucluse), Ferrassières (Drôme), Aurel (Vaucluse), Revest-du-Bion (Alpes-de-Haute-Provence), Saint-Trinit (Vaucluse), Saint-Christol (Vaucluse) et Simiane-la-Rotonde (Alpes-de-Haute-Provence). 
Il a bénéficié d'une renommée internationale en accueillant, de 1971 à 1996, la base de lancement des missiles nucléaires sol-sol balistiques de la force de dissuasion nucléaire française, dont les installations militaires s'étendaient au-delà du plateau sur la commune de Lagarde-d'Apt.

## Toponymie
Ici, dans l'Antiquité résidèrent les Albienses, qui faisaient partie de la fédération des Albiques. En provençal classique, le plateau se nomme Plan d'Aubion et Plan d'Aubioun en provençal de norme mistralienne.

## Géographie
L'accès au plateau d'Albion s'effectue par plusieurs cols :
- le col des Abeilles, entre Sault et Villes-sur-Auzon,
- le col de l'Homme Mort, au nord, vers la Drôme,
- le col du Négron, vers la Drôme, et la vallée de la Méouge.

### Géologie

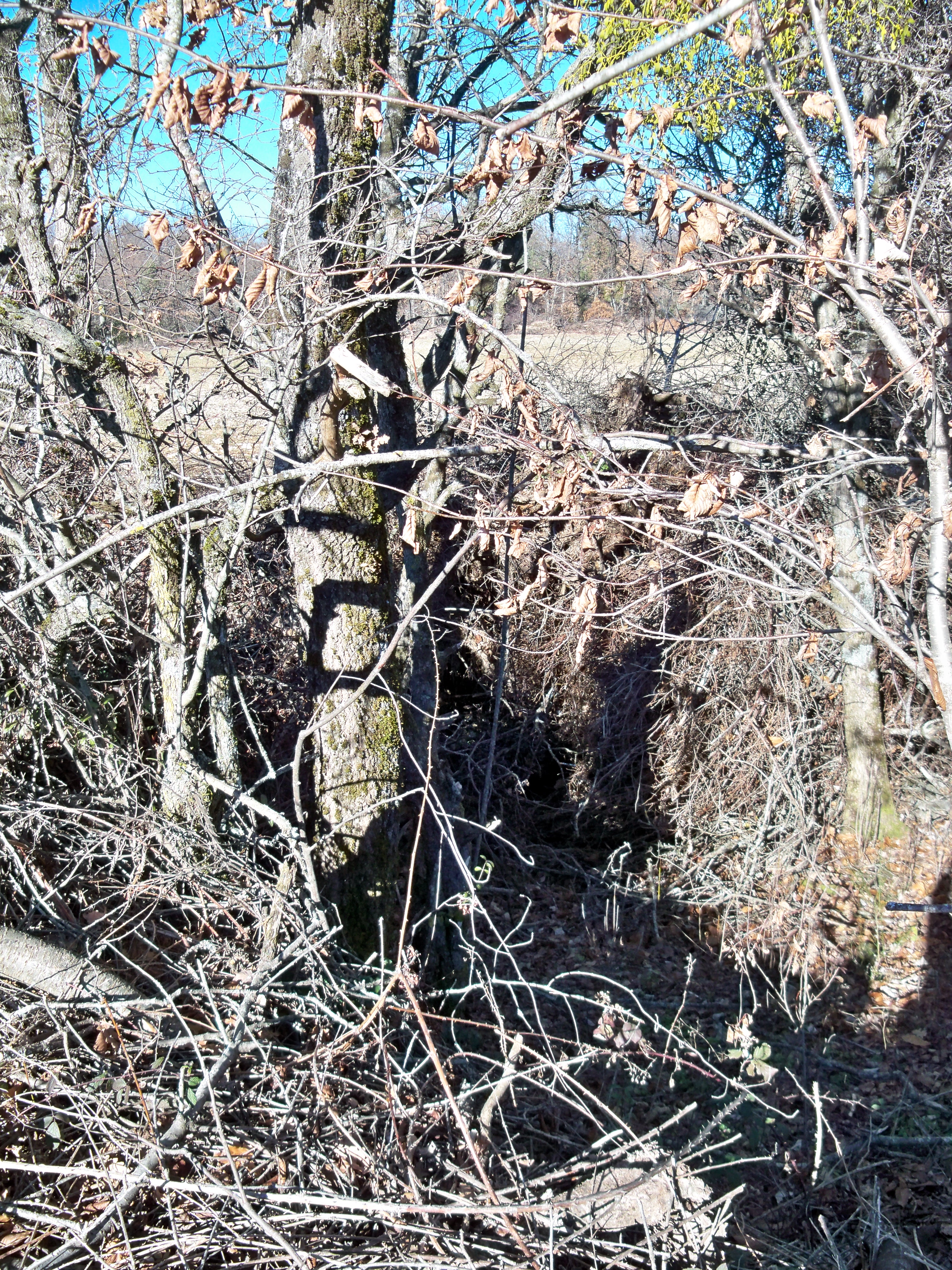
Entrée de l'aven de la Moutte au Revest-du-Bion.

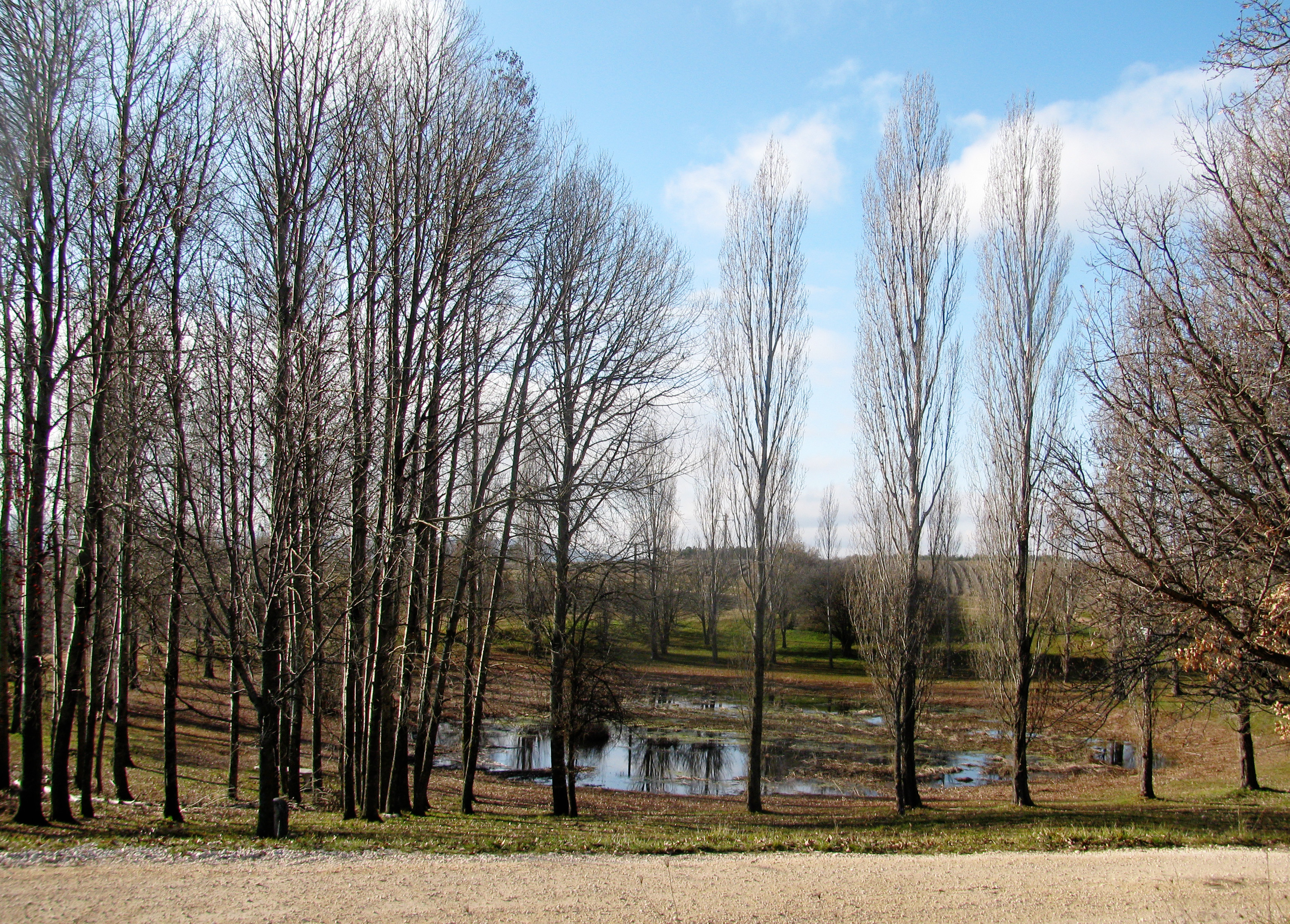
Doline dite de l'Étang.

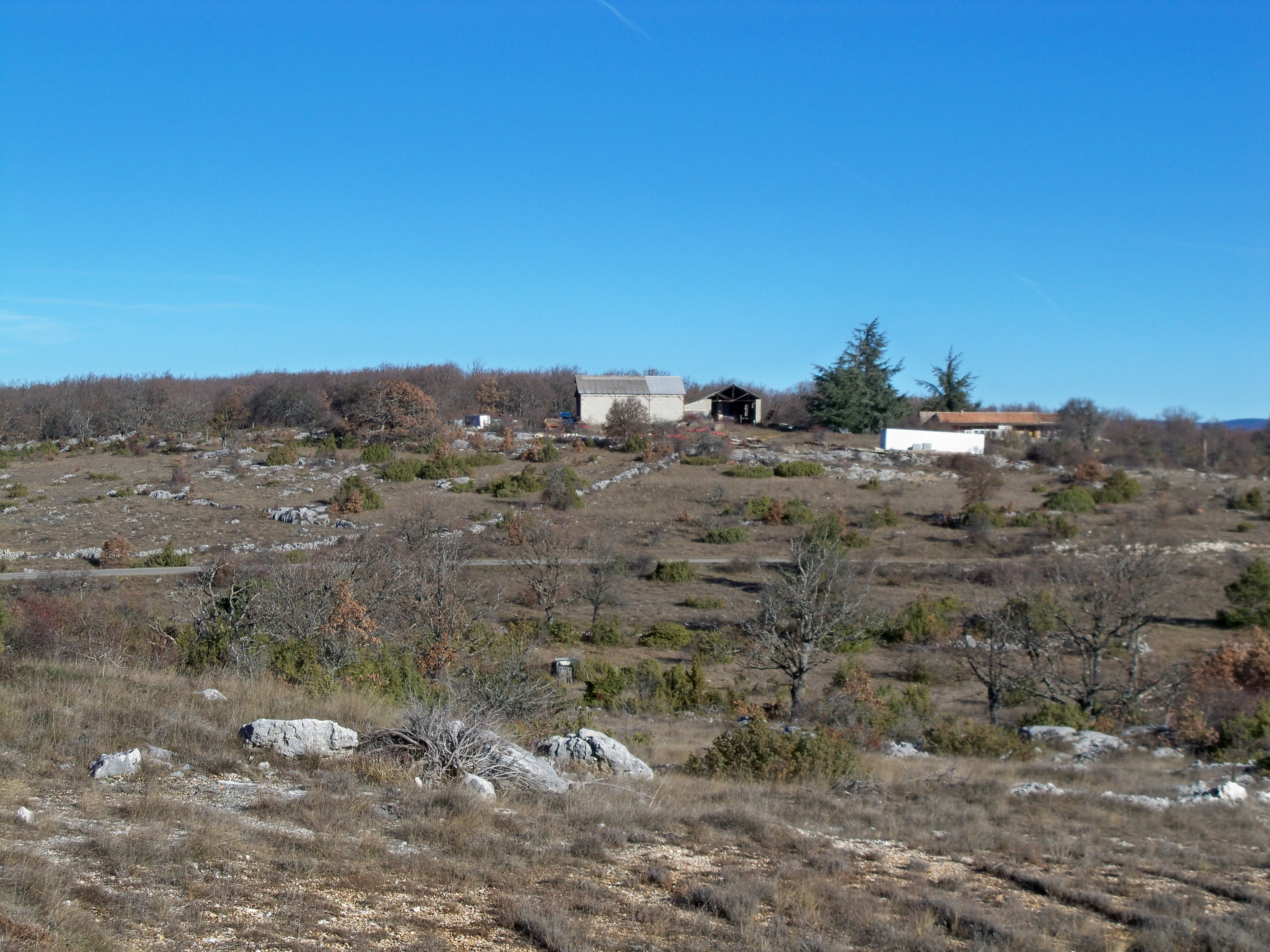
Faciès karstique avec lapiaz.

Au Jurassique, sur une épaisseur de plus de 1 000 mètres se sont déposées alternativement des couches de calcaire, de marne et d'argile.
Le plateau est situé sur un substrat de couches de calcaires à faciès urgonien (Crétacé). Ce calcaire se présente selon un modelé karstique avec lapiaz, avens et dolines. Il est associé à des couches sédimentaires du Bédoulien et de calcarénites du Barrémien (Secondaire), recouvert par des colluvions et alluvions siliceuses et des argiles de décalcification du Quaternaire.
Ce plateau calcaire, percé d'avens, est un énorme bassin aquifère qui va de la montagne de Lure jusqu’au mont Ventoux. Les rivières souterraines du plateau alimentent une remarquable émergence : la fontaine de Vaucluse. On a recensé plus de deux cents gouffres ou avens aux ouvertures parfois très étroites et difficilement repérables. Les plus profonds sont l'aven de Jean Nouveau, avec son puits vertical de 168 mètres et l'aven Autran, qui dépassent les 600 m de profondeur. Le système du Souffleur (aven des Neiges-Aubert-Trou Souffleur,) situé à Saint-Christol atteint le collecteur, la rivière d'Albion, a six cent vingt mètres de profondeur et la plongée d'un siphon à -878 m a permis d'atteindre de grands volumes noyés à -921 m.

### Climatologie
Le plateau possède toutes les caractéristiques climatiques des Alpes du Sud, dont il est, avec le mont Ventoux et la montagne de Lure, le chaînon le plus occidental. Du climat méditerranéen en partant du village de Simiane-la-Rotonde, elles évoluent en fonction de l'altitude vers un climat tempéré puis continental qui ne prend le type montagnard qu'aux plus hautes altitudes.
| Mois                              | jan. | fév. | mars | avril | mai | juin | jui. | août | sep. | oct. | nov. | déc. | année |
| --------------------------------- | ---- | ---- | ---- | ----- | --- | ---- | ---- | ---- | ---- | ---- | ---- | ---- | ----- |
| Température minimale moyenne (°C) | −1   | −1   | 2    | 4     | 8   | 12   | 14   | 14   | 11   | 7    | 3    | −1   | 5,5   |
| Température moyenne (°C)          | 3,5  | 5,5  | 7,5  | 10    | 14  | 18,5 | 21   | 21   | 17   | 12,5 | 7,5  | 2    | 11,7  |
| Température maximale moyenne (°C) | 8    | 10   | 13   | 16    | 20  | 25   | 28   | 28   | 23   | 18   | 12   | 8    | 17    |
| Précipitations (mm)               | 26,9 | 24,3 | 23,8 | 44    | 40  | 27,9 | 20,9 | 32,7 | 45,9 | 53,5 | 52,4 | 30,7 | 482,8 |

| Diagramme climatique                                  |          |         |       |       |          |          |          |          |         |         |         |
| J                                                     | F        | M       | A     | M     | J        | J        | A        | S        | O       | N       | D       |
| 8−126,9                                               | 10−124,3 | 13223,8 | 16444 | 20840 | 251227,9 | 281420,9 | 281432,7 | 231145,9 | 18753,5 | 12352,4 | 8−130,7 |
| Moyennes : • Temp. maxi et mini °C • Précipitation mm |          |         |       |       |          |          |          |          |         |         |         |

## Faune et flore

### Sylve
chêne pubescent, chêne sessile, hêtre, tremble, bouleau, pin sylvestre, pin maritime, genêt à balais, bruyère callune et châtaignier.

#### Champignons
Liés à une ou quelques espèces d'arbre, les champignons abondent, en saison, sur le plateau. On y trouve le lactaire délicieux, dit pinin, le lactaire sanguin, dit sanguin, les bolets dont le cèpe tête-de-nègre, les chanterelles dont la girolle (Cantharellus cibarius), sans oublier le pied-de-mouton, (Hydnum repandum) et surtout le petit gris ou griset du Ventoux (Tricholoma myomyces).

### Flore
bugrane striée, brome dressé, thym, genêt cendré, lavande à feuilles étroites. 
gagée des champs, ophioglosse des marais, danthonie des Alpes, Ventenatée douteuse, ciste à feuilles de laurier.
adonis flamme, aspérule des champs, Caméline à petits fruits, gaillet à trois pointes, Grand polycnémum, buplèvre à feuilles rondes, nielle des blés, androsace à grand calice et vachère d'Espagne.

### Faune

#### Rapaces diurnes
circaète Jean-le-blanc, busard cendré, aigle royal, aigle botté, autour des palombes, faucon hobereau,bondrée apivore., 

#### Rapaces nocturnes
petit-duc scops, grand-duc d'Europe, chouette chevêche, chouette de Tengmalm, 

#### Pie-grièche
pie-grièche à tête rousse, pie-grièche écorcheur, pie-grièche méridionale, pie-grièche à poitrine rose.

#### Bruant
bruant fou, bruant ortolan, bruant proyer.

#### Granivores
caille des blés, moineau soulcie. 

#### Insectivores
fauvette orphée, guêpier d'Europe, huppe fasciée, œdicnème criard, pic épeichette, râle des genêts, torcol fourmilier. 

#### Mixte
cochevis huppé, bécasse des bois, outarde canepetière. 

#### Grands mammifères
cerf élaphe, sanglier, renard.

#### Petits mammifères
lièvre, lapin.

#### Chauve-souris
grand rhinolophe, petit rhinolophe, noctule de Leisler. 

#### Batracien et reptile
pélodyte ponctué, vipère aspic.

#### Insectes
grand capricorne, lucane cerf-volant, écaille chinée.

## Communes du plateau d'Albion
| Commune | Commune            | Superficie | Population | Densité      | Altitude                  | Coordonnées                 |
| ------- | ------------------ | ---------- | ---------- | ------------ | ------------------------- | --------------------------- |
| 84      | Aurel              | 28,9 km2   | 220 hab.   | 7,6 hab./km2 | mini. 615 m maxi. 1 600 m | 44° 07′ 50″ N, 5° 25′ 45″ E |
| 26      | Ferrassières       | 29,27 km2  | 118 hab.   | 4 hab./km2   | mini. 830 m maxi. 1 389 m | 44° 08′ 11″ N, 5° 28′ 45″ E |
| 04      | Revest-du-Bion     | 43,45 km2  | 536 hab.   | 12 hab./km2  | mini. 833 m maxi. 1 365 m | 44° 05′ 01″ N, 5° 32′ 57″ E |
| 84      | Saint-Christol     | 46,08 km2  | 1 104 hab. | 24 hab./km2  | mini. 810 m maxi. 1 108 m | 44° 01′ 46″ N, 5° 29′ 34″ E |
| 84      | Saint-Trinit       | 16,66 km2  | 118 hab.   | 7,1 hab./km2 | mini. 780 m maxi. 914 m   | 44° 06′ 12″ N, 5° 27′ 59″ E |
| 84      | Sault              | 111,15 km2 | 1 301 hab. | 12 hab./km2  | mini. 650 m maxi. 1 591 m | 44° 05′ 31″ N, 5° 24′ 32″ E |
| 04      | Simiane-la-Rotonde | 67,86 km2  | 574 hab.   | 8,5 hab./km2 | mini. 456 m maxi. 1 113 m | 43° 58′ 52″ N, 5° 33′ 48″ E |

## Histoire

### Antiquité
Histoire d'Albion

### Période contemporaine

#### La Résistance

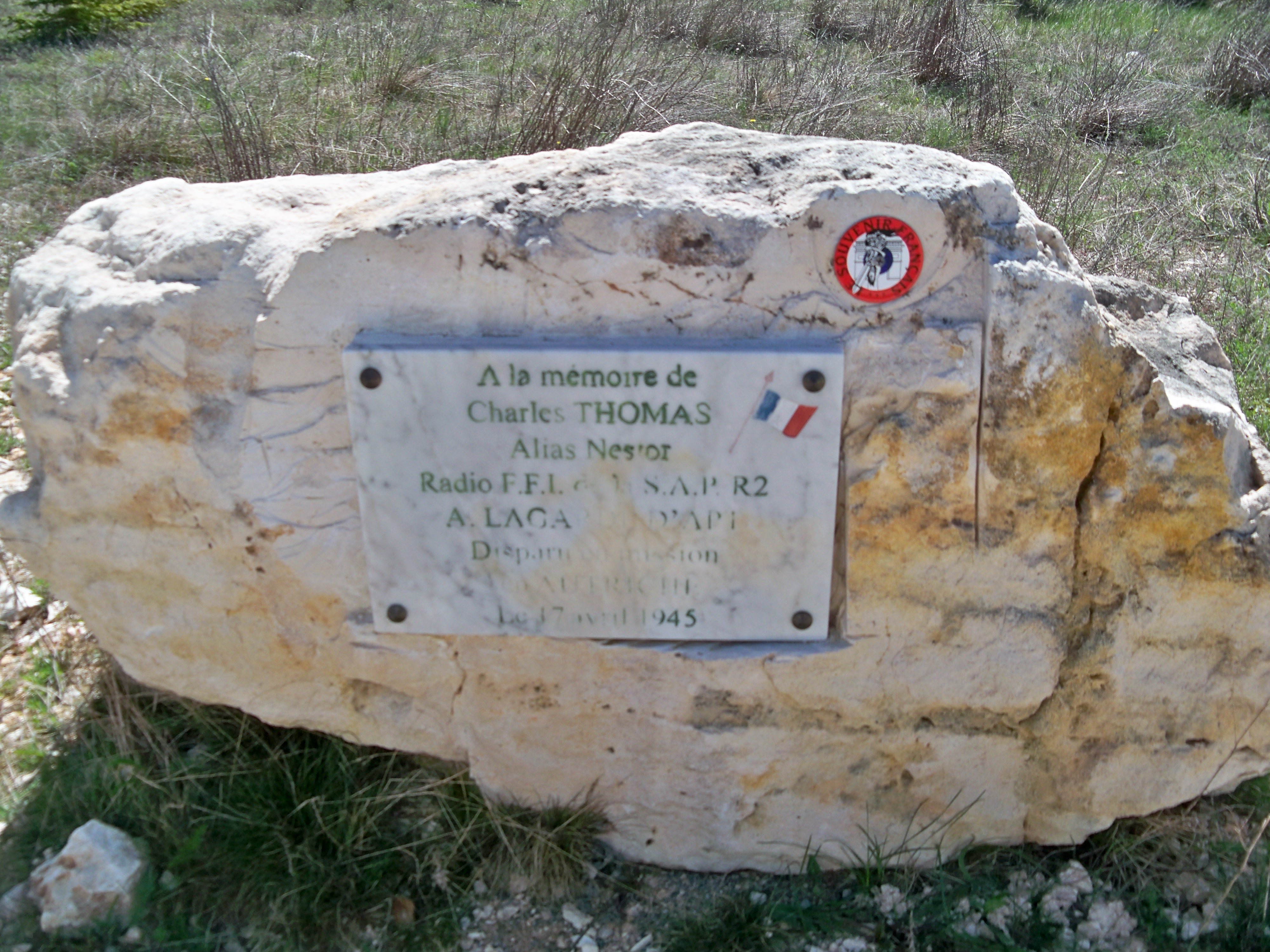
Stèle à la mémoire de Charles Thomas, alias Nestor,membre du SAP.

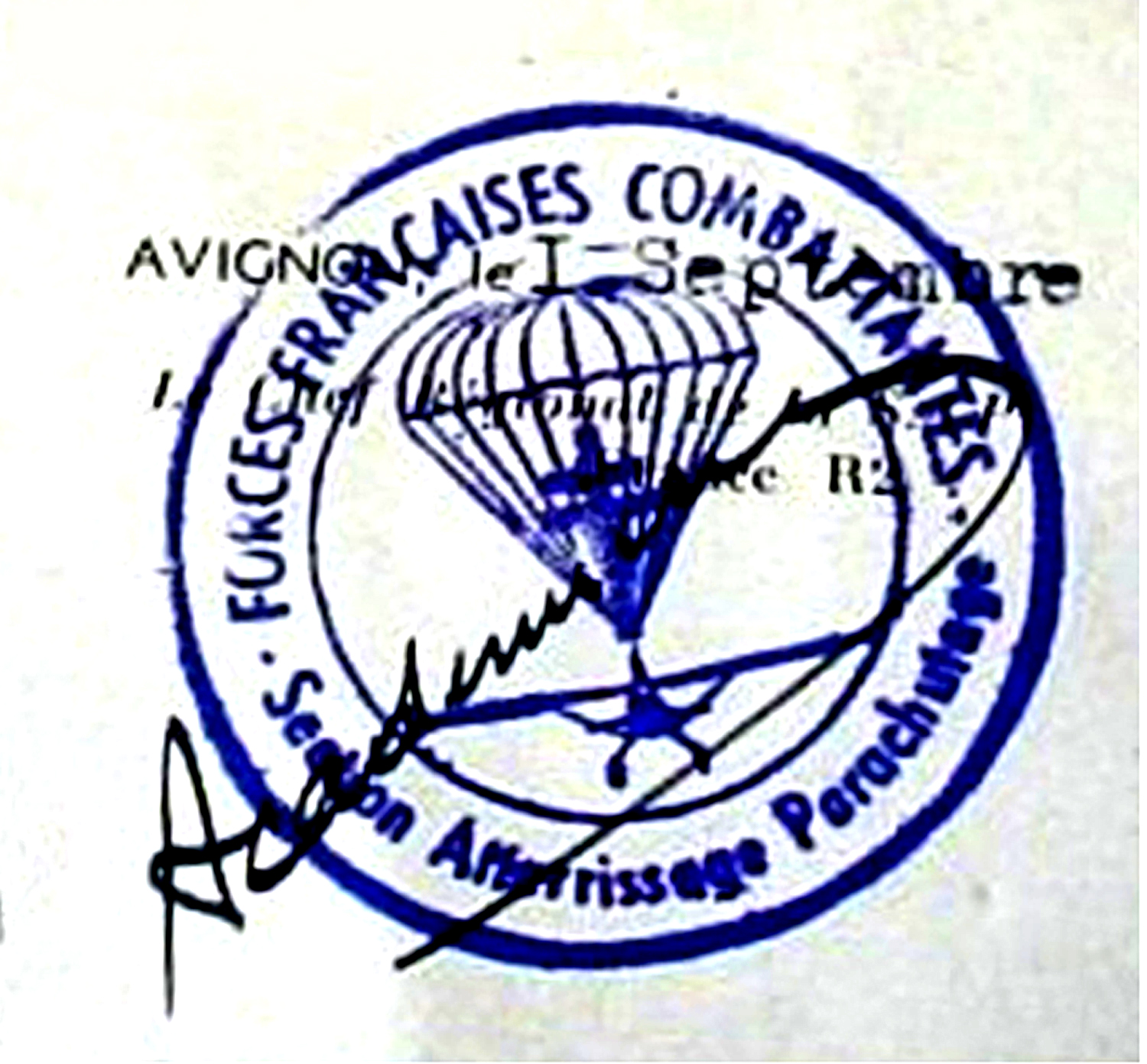
Cachet Section Atterrissage Parachutage de la R 2.

Durant la Seconde Guerre mondiale, dès que les troupes allemandes envahirent la Provence, se constitua un important réseau de résistance qui contrôla un espace allant du mont Ventoux à la montagne de Lure. Au centre, Fernand Jean, responsable de la SAP (Section Atterrissage Parachutage) et ses deux adjoints Arthur Delan de Caseneuve, et Augustin Courveille d'Apt, mirent en place toute une série de terrains d'atterrissage couvrant le secteur du plateau d’Albion
Fernand Jean, dit Junot, avait logé une des équipes de la SAP dans une dépendance de la ferme de Berre, à environ un kilomètre des terrains d’atterrissage Spitfire et Abris.
Il a narré un des épisodes les plus marquants de l'esprit de résistance qui régnait alors : « Le 1er juillet 1944, les services de Sécurité de l’occupant firent une descente éclair sur la ferme. Tous mes hommes réussirent à fuir en compagnie d’un des fils de la maison, Marcel Gaillard. Ils durent assister impuissants au drame qui se nouait inexorablement. Sans autre forme de procès, madame veuve Blanche Gaillard fut fusillée devant sa demeure, sous les yeux de ses autres enfants, dont Marceau Gaillard. Il avait quatorze ans à l’époque. À trois reprises, on le mit au poteau pour lui faire avouer où se trouvaient les maquisards et les armes. Il savait, il ne dit rien ! Il eut finalement la vie sauve, mais les boches incendièrent la ferme. ».

#### Le village du Revest-du-Bion vu par des ethnologues
En 1971, des étudiants en ethnologie dans le cadre du CERESM, mis en place par l’Université de Provence d'Aix-en-Provence, étudièrent le village au point de vue de ses spécificités tant environnementales qu'économiques.
Établi sur une butte, au centre de la commune, le village est le carrefour vers lequel convergent chemins, drailles et routes qui desservent ses exploitations agricoles dispersées ou qui le relient à l'extérieur. Cette structuration oblige même de passer par le village pour se rendre d'une exploitation à l'autre. Ce qui a donné à celui-ci une importance capitale comme centre de distribution des produits d'usage et de consommation au travers de ses commerces et de diffusion des nouvelles à partir de ses lieux publics. Cette « attraction du centre » a son revers puisque les chemins partant d'une exploitation et pouvant permettre de rejoindre une autre commune, en particulier dans la partie septentrionale du Revest, sont rarement entretenus et praticables.
Elle a déterminé aussi un sentiment identitaire fort « Je suis Revestois », qualification signifiant « Je suis du Revest et de vieille souche ». Ce sentiment de longue appartenance communautaire, s'est traduit par des définitions originales de ceux qui sont étrangers à la commune. S'il est originaire du plateau, il est qualifié d'estrangié du dedans, s'il vient de la région c'est un estrangié du dehors, et tout autre origine le fait considérer comme un estrangié pas d'ici. 

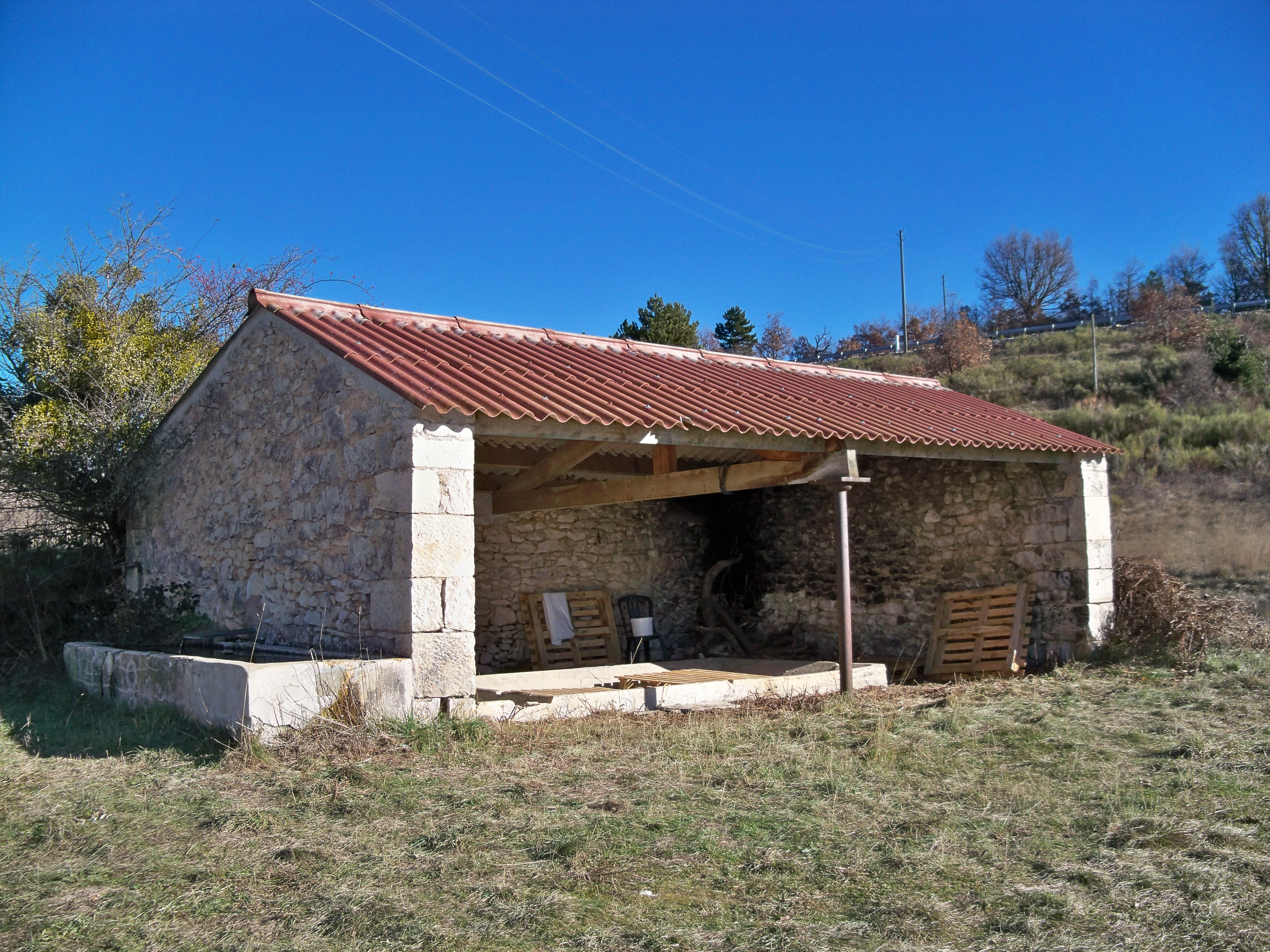
Lavoir de la Combe du Pommier.

Il existe même un clivage dans la population communale entre ceux qui résident dans le village et ceux qui vivent à l'extérieur. Il marque le contraste, sans ostracisme, entre la paysannerie qui vit en quasi-autarcie dans son « quartier », et l'urbanité des villageois qui ont à leur disposition sur place espaces et services publics, commerces et lieu de culte.
Sur le plateau, la dénomination de « quartier » s'applique a des zones habitées ou non. Il peut avoir une désignation patronymique, au Revest c'est le cas du Plan des Barruols, Les Cléments, Le Michalet, Le Gendre ou Les Morards, ou une désignation géographique Combe de Bordeaux, Font d'Artigues, Combe du Pommier ou Le Médéric. Jusqu'au milieu du XXe siècle, ceux qui vivaient de ces écarts devaient, trois fois par semaine, descendre au village pour faire leurs courses et prendre leurs pains chez le boulanger à qui ils avaient fourni la farine. 

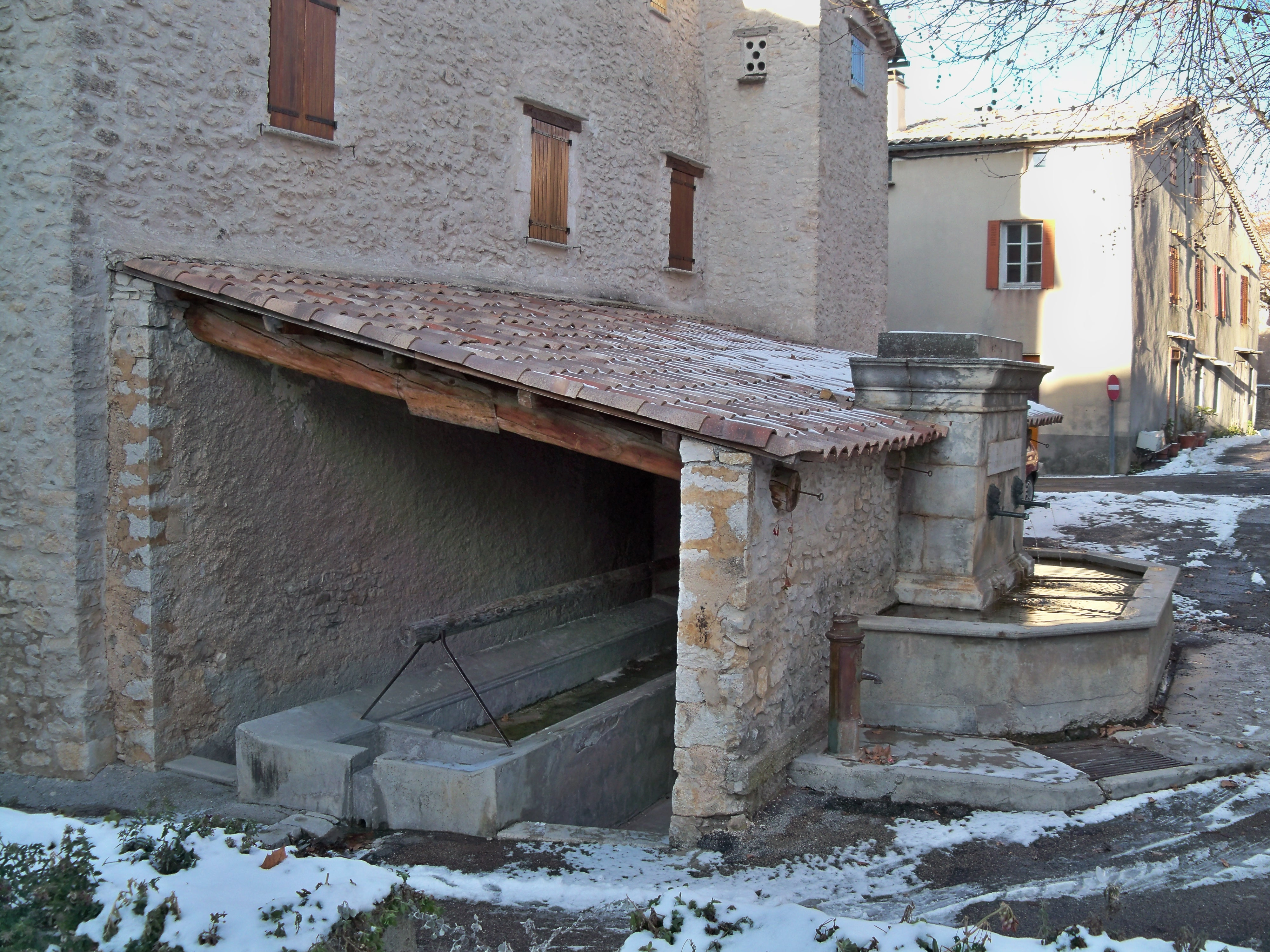
Lavoir et fontaine au Revest..

C'est là qu'ils retrouvaient le « lieu central de la sociabilité villageoise », la place publique. Celle-ci concentrait dans un espace réduit un certain nombre de points attractifs. C'était un lieu de rencontre (bancs, cafés, lavoir), de loisir (boulodrome), de relations économiques (commerces, services publics), un pôle des références (horloge publique) et aussi un lieu d'ostentation verbale et vestimentaire.
L'enquête a montré que dans le village, il y avait au cours des années 1970, une répartition de l'espace par sexe et classe d'âge. Aux hommes étaient réservés les cafés, le boulodrome, la mairie et une place du village, les femmes se retrouvaient aux fontaines, au lavoir, dans les commerces et à l'église. Les personnes âgées séjournaient et conversaient dans des lieux toujours en retrait de ceux fréquentés par les actifs. Elles avaient leurs bancs réservés, à l'ombre l'été, en plein soleil, l'hiver. Quant aux enfants, il leur était réservé la nouvelle place du village.        

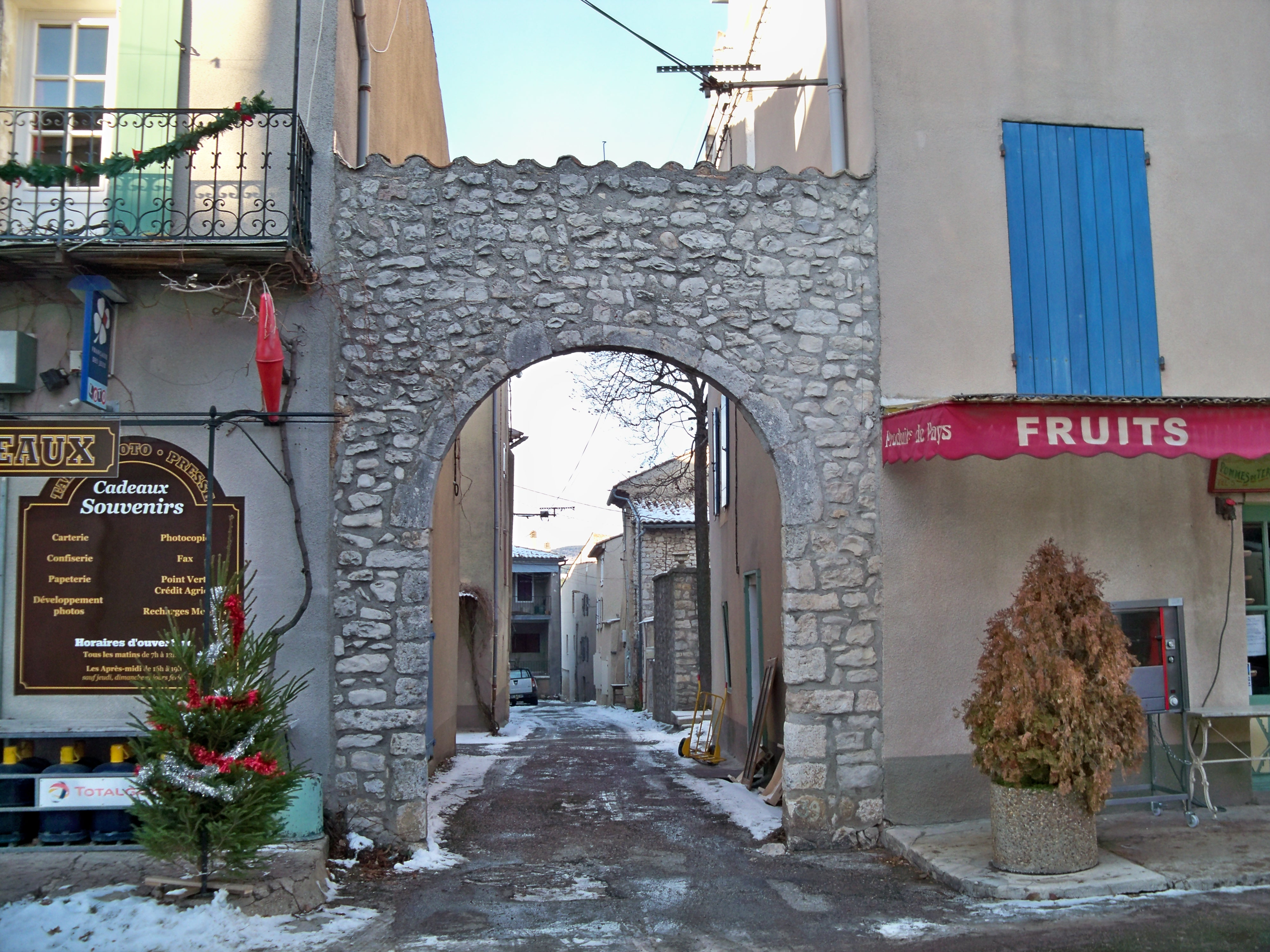
Le Portissol.

Dès le début du XXe siècle, la place du Portissol joua un rôle économique. C'est là que se tenaient les quatre foires du Revest, qu'était commercialisée la lavande et que furent répartis les commerces de détail qui permirent l'approvisionnement domestique ainsi que la vente de la production ou de la cueillette des paysans. Blé, pommes de terre, gibier, champignons, charbon de bois et ocre étaient vendus par le commerce local, certains produits, comme les grives ou les champignons, étaient troqués contre du café, du sucre, du chocolat, du savon ou des conserves. 

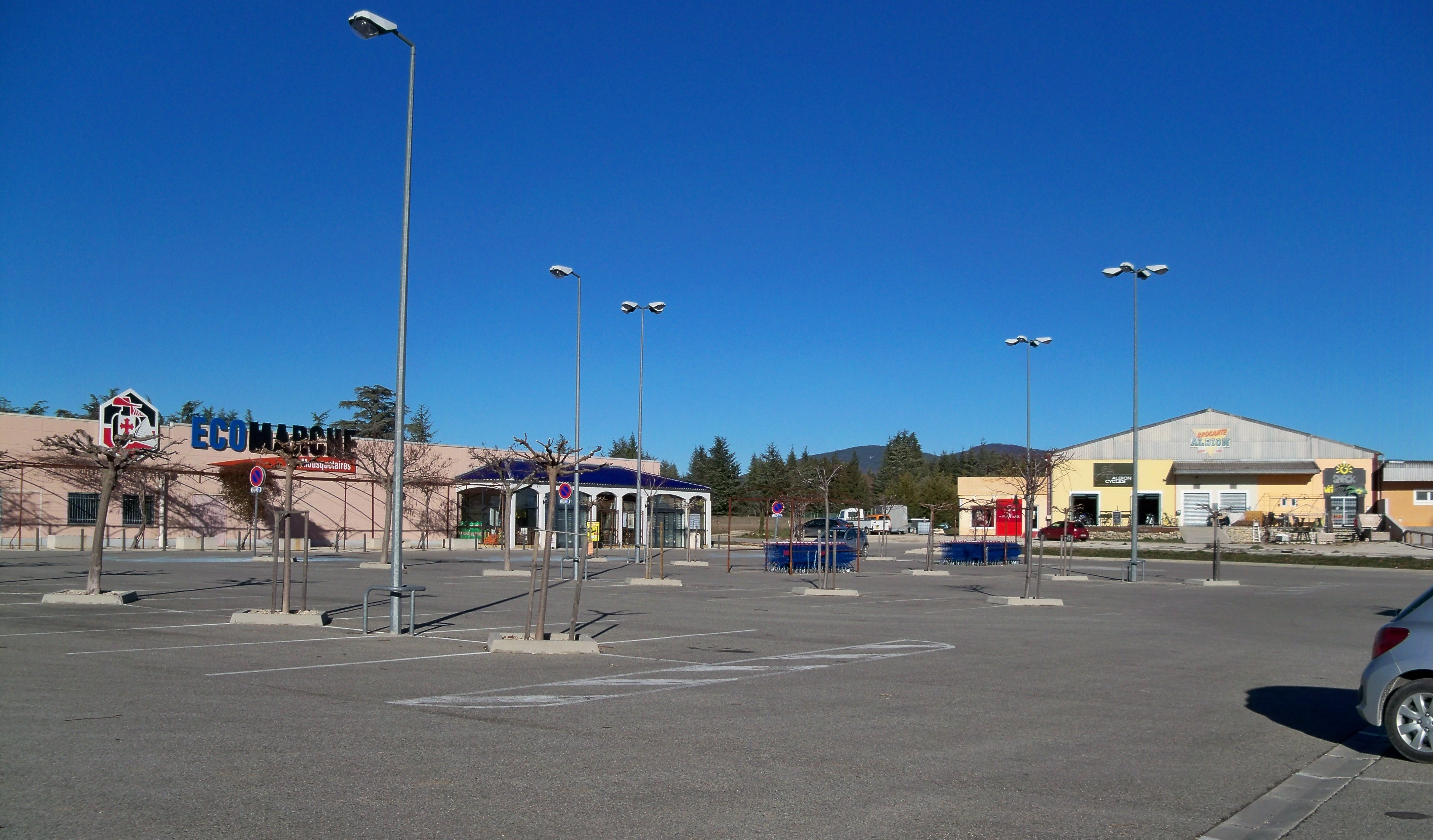
Zone commerciale de Sault.

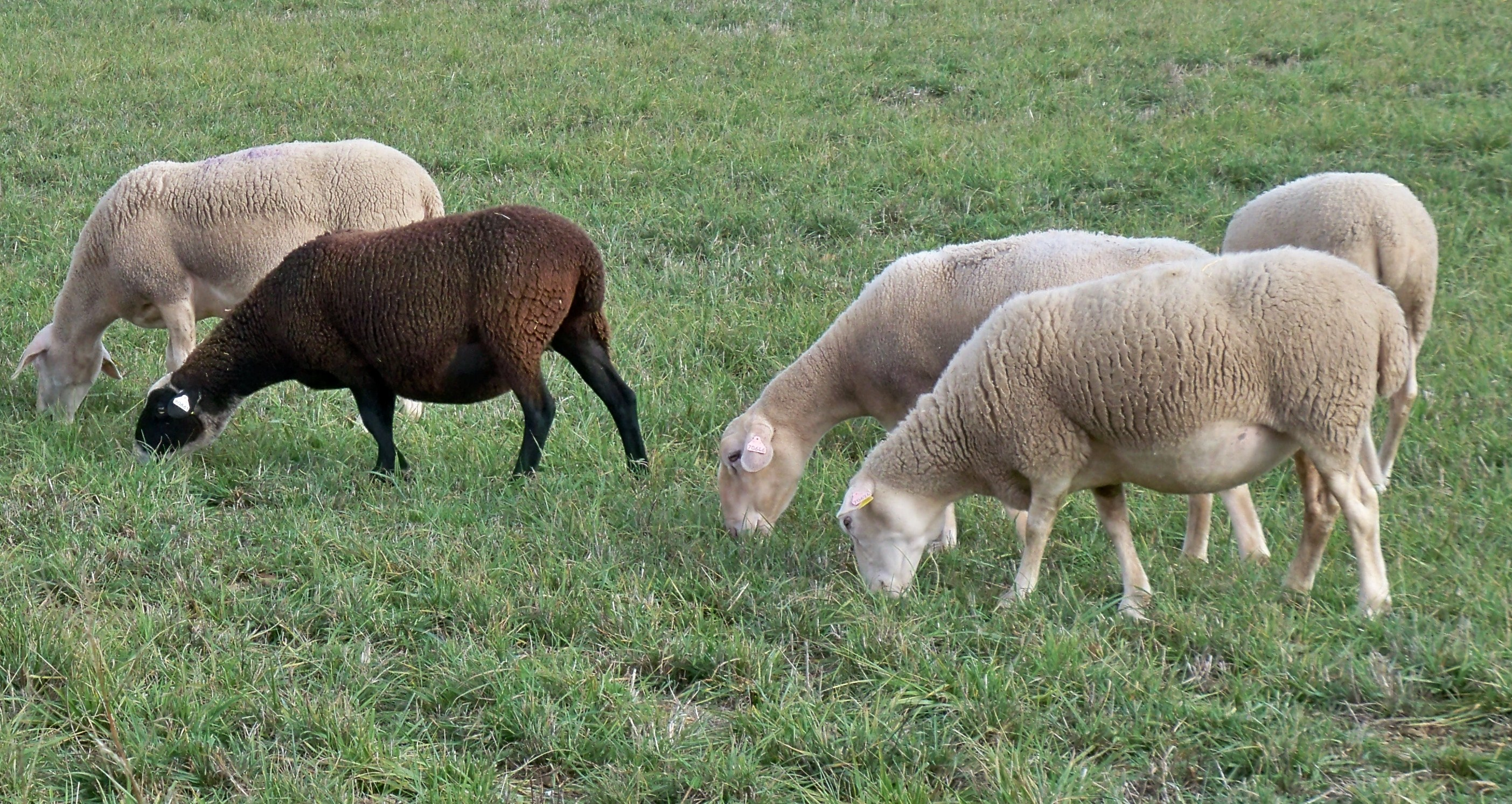
Élevage d'ovins selon la pratique traditionnelle.

Si dans la seconde moitié du XXe siècle, l'approvisionnement ne se faisait plus uniquement au village, celui-ci jouait toujours son rôle pour la vente des céréales, de la laine, de la paille, du fourrage et des amandes. Tous ces produits transitaient par l'intermédiaire d'un courtier du Revest. Le miel, les champignons, les fromages, les œufs et les volailles étaient revendus en partie par les commerçants de la place du Portissol. Les pommes de terre étaient revendues à Saint-Christol, les agneaux et la laine à Sault, les grives et les champignons à la conserverie de Saint-Trinit. Quant à la lavande elle était commercialisée par l'intermédiaire des courtiers de Séderon, Sault ou Carpentras. La grande mutation s'est faite à la fin des années 1960 avec l'apparition à Sault, seule ville du plateau, de moyennes surfaces puis la création de la zone commerciale qui suivit.

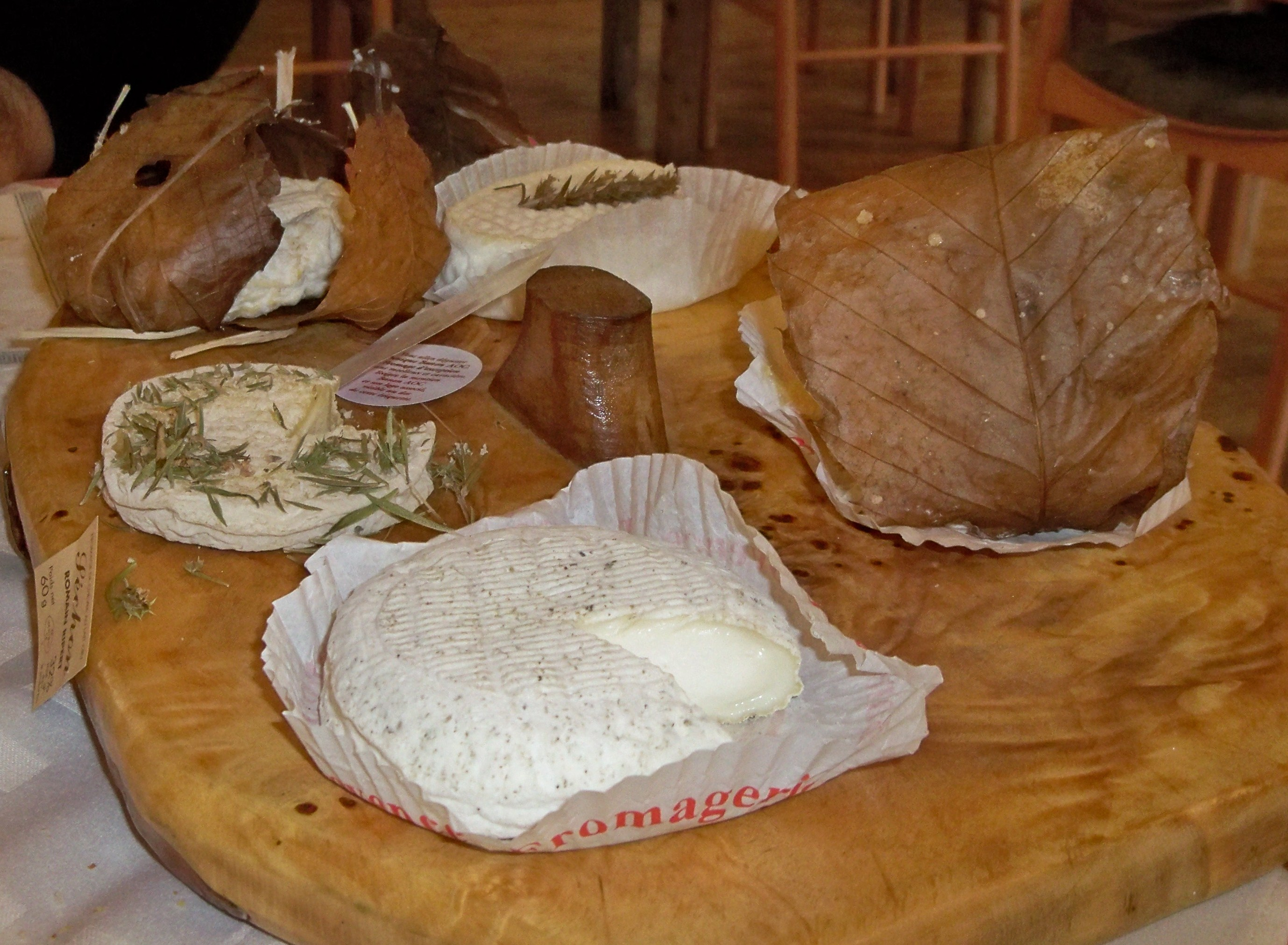
Tommes de banon.

Sur les communes du plateau d'Albion, à la fin du XIXe siècle et au début du XXe siècle, se déroulaient nombre de foires, mais les Revestois ne fréquentaient quasi exclusivement que celles de leur village. Les seules exceptions étaient celles de Sault (Rameaux, Saint-Jean, Notre-Dame et Sainte-Catherine), celle des Tommes qui se tenait à Banon pour la Saint-Pierre ainsi que la foire aux chevaux de Barret-de-Lioure. Même si le village est montagnard par son altitude (950 mètres), il est situé sur un plateau permettant des communications faciles avec ses voisins. La centralité du village sur le plateau lui permit d'avoir quatre foires par an, dont la plus importante était celle des Machottes, au début juillet. Les foires attiraient paysans et bergers du Contadour, de Banon, de Sault, des Ferrassières et de Saint-Christol. Elles jouaient un rôle important pour l'achat des chevaux et la vente des agneaux ; en ces occasions, un notaire de Banon venait au Revest pour enregistrer les transactions.
Au Revest, où règne majoritairement la grande propriété, compte tenu des rigueurs du climat et des différences de fertilité des sols, les exploitations agricoles se sont réparties sur les différents terroirs communaux (landes, bois, prés, terres labourables). Ce partage des différents finages est le corollaire du droit ancestral à l'eau et aux parcelles irrigables. Toutes les sources, puits, aiguiers et fontaines sont des propriétés communales.  
Les landes et les bois - pour la chasse et la cueillette (champignons et châtaignes) - ainsi que les drailles - pour le passage des troupeaux - ont une gestion originale, compte tenu de leur importance économique. Pour la chasse, par exemple, cela se traduit par des cotisations progressives imposés par les associations gestionnaires. Les propriétaires des terres communales ne payent qu'un minimum, tandis que les chasseurs n'ayant aucun lien avec la commune versent les plus grosses cotisations. Entre, existent des gradations de tarif pour le résident non propriétaire, pour ceux qui sont originaires du Revest mais non résidents ou pour la parentèle d'un propriétaire. Il en est de même pour la cueillette des châtaignes et des champignons.
Cette protection de la propriété communale se traduit aussi au niveau de la propriété familiale et singulièrement pour la maison, domaine essentiellement féminin. Être invité à entrer est le fruit de tout un rituel préliminaire et de longues palabres qui se conclut parfois par un « Achevez d'entrer ».
| Revest-du-Bion | Total mariages | Mariages endogamiques | Mariages exogamiques |
| -------------- | -------------- | --------------------- | -------------------- |
| 1853-1862      | 75             | 32                    | 43                   |
| 1883-1898      | 94             | 41                    | 53                   |
| 1921-1941      | 74             | 11                    | 63                   |
| 1963-1970      | 45             | 1                     | 44                   |

L'examen des « aires matrimoniales » a démontré qu'en un siècle il y a eu un bouleversement des rapports des habitants de la commune avec celles de l'extérieur. Le mariage endogamique (entre un couple du Revest ou du plateau d'Albion) a cédé le pas à l'exogamique avec des conjoints résidant à plus de 30 kilomètres. Jusqu'en 1940, les « aires matrimoniales » collaient parfaitement à une zone de relations économiques limitée au plateau. Après la Seconde Guerre mondiale cette limitation a commencé à voler en éclats pour atteindre une autre ampleur avec l'arrivée massive de la main-d'œuvre nécessaire à la création des infrastructures de la base et silos à missiles.

#### La base aérienne 200 Apt-Saint-Christol

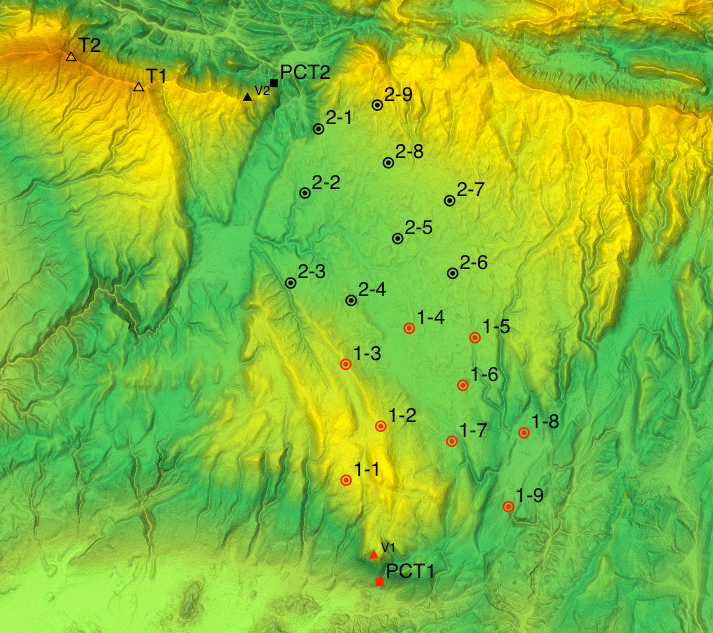
Carte topographique du plateau d'Albion et positions des 18 anciennes zones de lancement

Le plateau a accueilli,  de 1971 à 1996,  les missiles dits « du plateau d’Albion » qui constituaient une composante essentielle de la force de dissuasion nucléaire française. Les dix-huit silos à missiles et les deux postes de conduite de tir ont depuis été démantelés. L'ancienne base aérienne 200, qui servait de base-support pour les installations, est aujourd'hui utilisée par le 2e régiment étranger de génie de la Légion étrangère ainsi que par une station d'écoute de la DGSE.

## Habitat

### Habitat perché

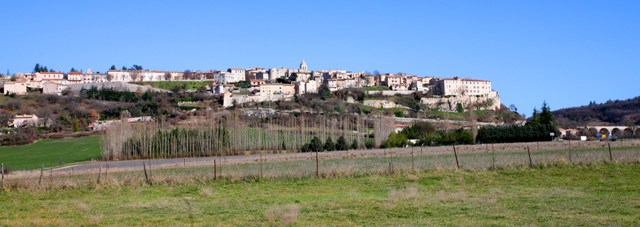
Sault.

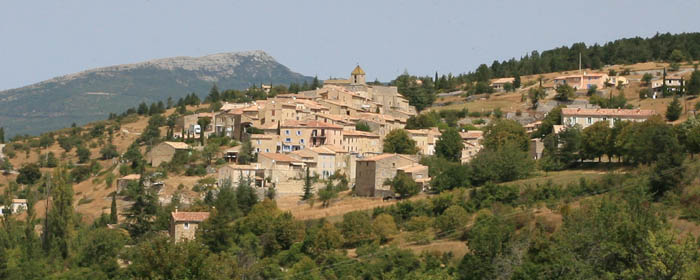
Aurel.

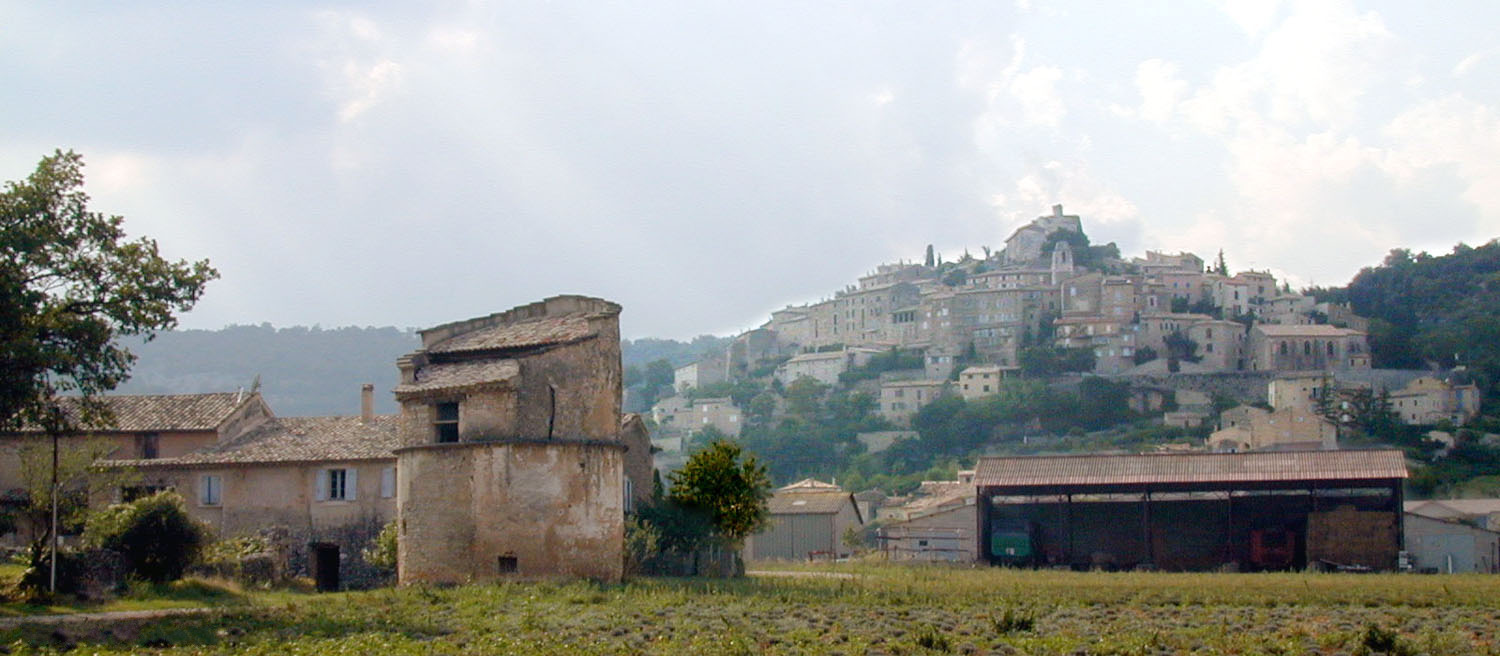
Simiane-la-Rotonde.

Ce type d'habitat est considéré comme typiquement provençal, il est surtout typiquement méditerranéen. Ces villages sis sur leur « acropole rocheuse », qui ont gardé leur aspect médiéval, forment par l'orientation des façades de leurs maisons - vers la vallée ou la voie de communication - un véritable front de fortification.
Fernand Benoit souligne leur origine quelquefois préhistorique en signalant que Cicéron, à propos des Ligures qui peuplaient la région, les dénomme castellani, c'est-à-dire habitants des castellas (Brutus, LXXIII, 256).
Ces villages perchés se trouvent dans essentiellement dans les zones collinaires dont le terroir est pauvre en alluvions et où l'eau est rare. Ce qui est le cas général en Provence sauf dans la basse vallée du Rhône et dans celle de la Durance, où les terres alluvionnaires abondent et surtout où l'eau est facilement accessible pour chaque propriété grâce à un puits creusé dans la cour de la maison. 
De plus ce groupement en communauté refermée sur elle-même correspond à des régions de petites propriétés, où les seules terres fertiles se situent au fond de quelques vallons, et ce regroupement a facilité l'existence d'un artisanat rural indispensable aux villageois (charron, forgeron, etc.). A contrario, l'habitat dispersé implique de grands domaines qui tendent à vivre en autarcie. D'où la loi émise par Fernand Benoit « La misère groupe l'habitat, l'aisance le disperse ».

### Maison en hauteur

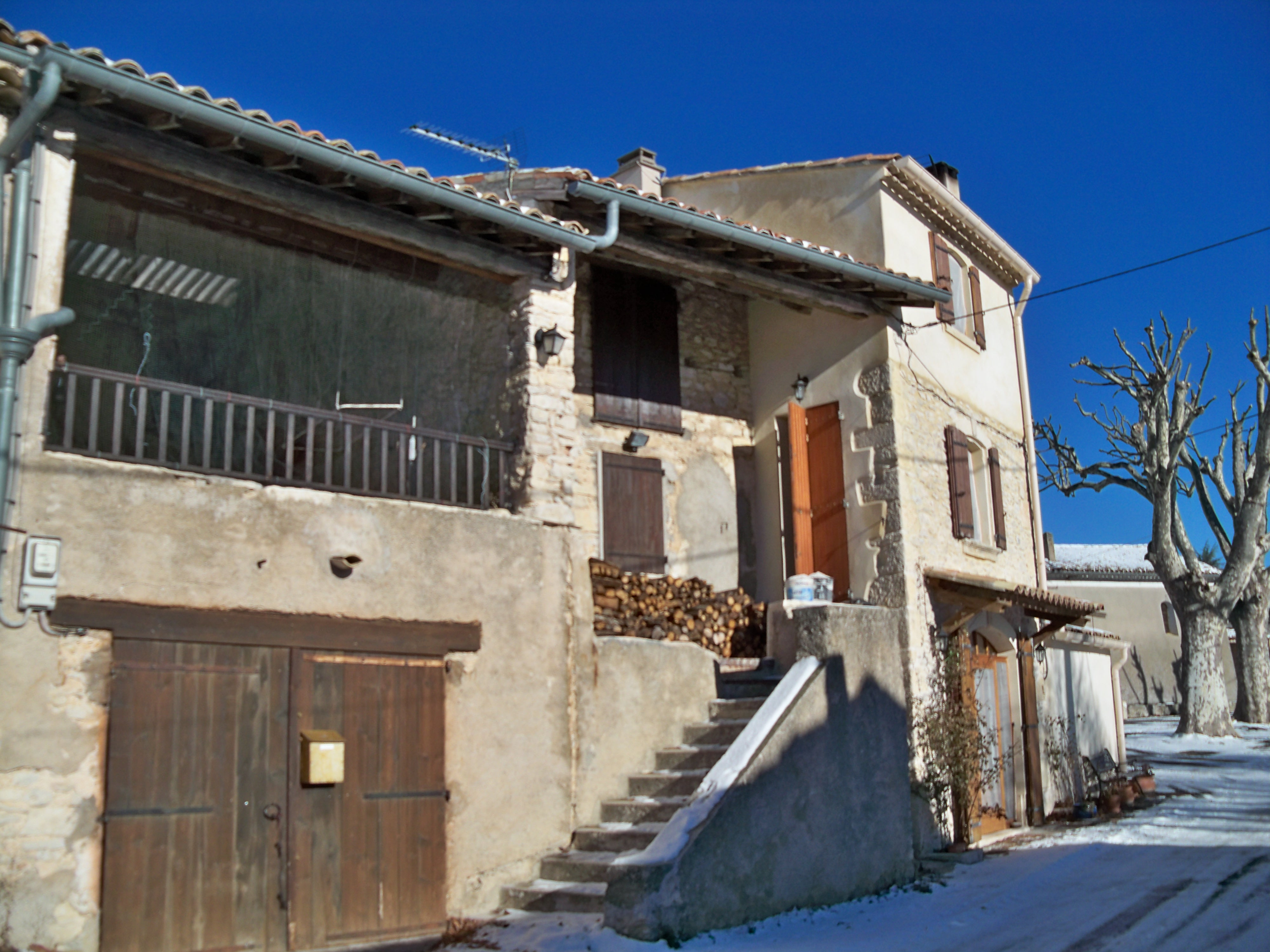
À Ferrassières, maison en hauteur avec sa loggia, son calabert et son pontin.

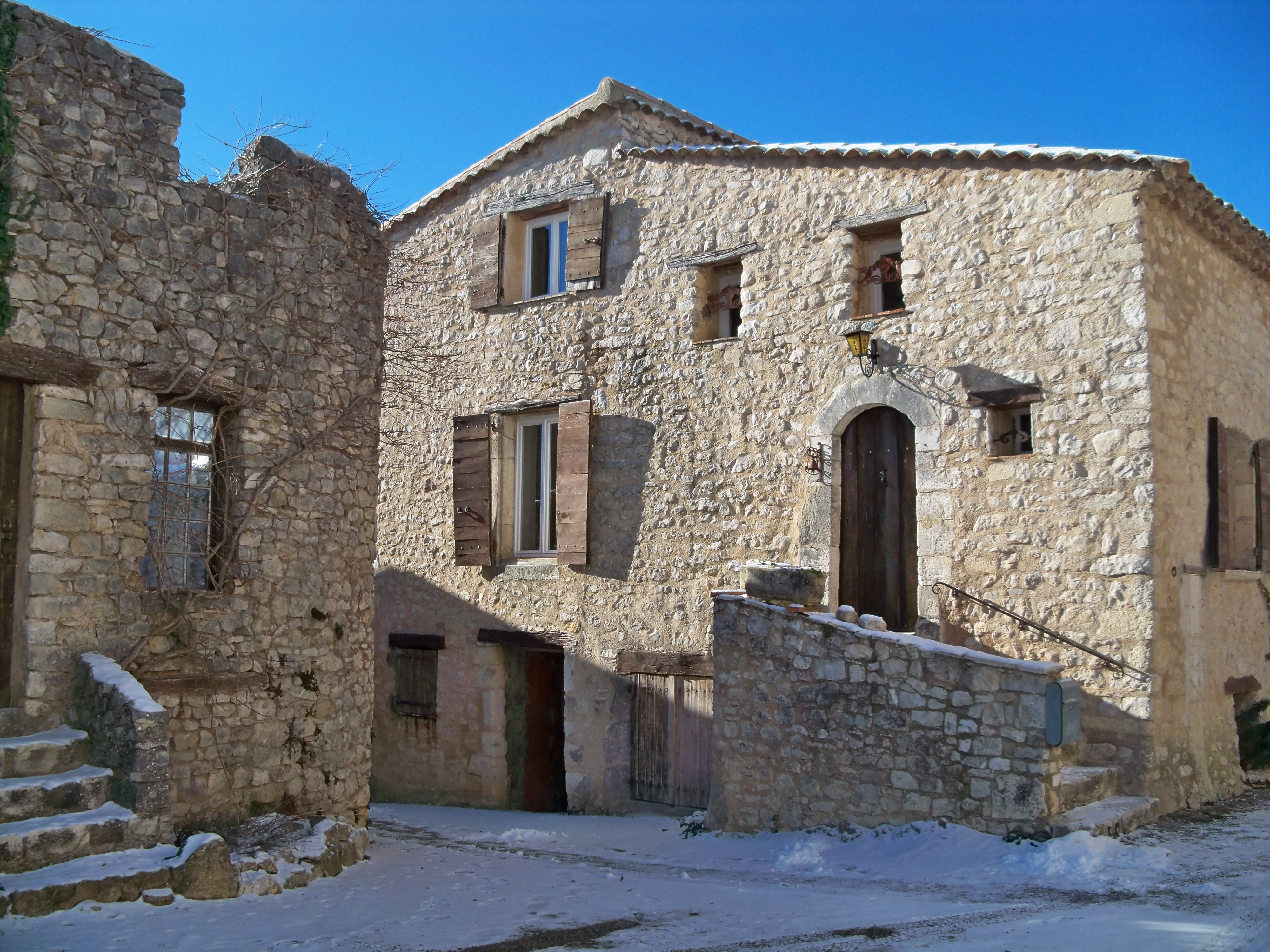
Maison en hauteur à Saint-Trinit.

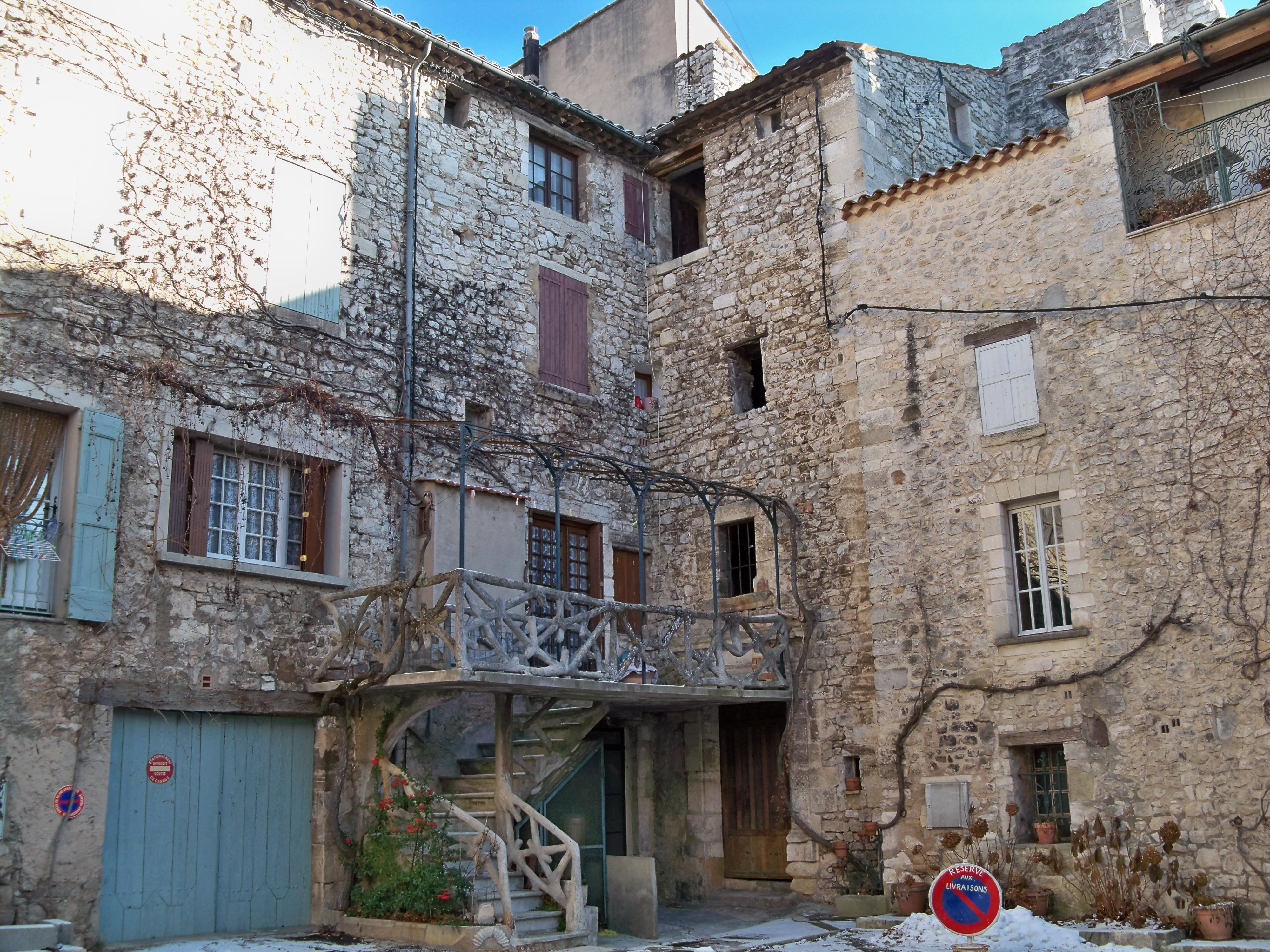
Maison en hauteur avec balcon et treille, construite dans les vestiges de l'ancien château des Agoult à Sault.

Fernand Benoit explique que « son originalité consiste à placer les bêtes en bas, les hommes au-dessus ». Effectivement ce type d'habitation, qui se retrouve essentiellement dans un village, superpose sous un même toit, suivant une tradition méditerranéenne, le logement des humains à celui des bêtes. La maison en hauteur se subdivise en une étable-remise au rez-de-chaussée, un logement sur un ou deux étages, un grenier dans les combles. Elle était le type de maison réservée aux paysans villageois qui n'avaient que peu de bétail à loger, étant impossible dans un local aussi exigu de faire tenir des chevaux et un attelage.
Elle se retrouve aujourd'hui dans nombre de massifs montagneux ou plateaux de la Provence occidentale.
Ces maisons datent pour la plupart du XVIe siècle, période où les guerres de religion imposèrent de se retrancher derrière les fortifications du village. Celles-ci finies, il y eut un mouvement de sortie pour établir dans la périphérie de l'agglomération des « maisons à terre », plus aptes à recevoir des bâtiments annexes.
En effet, ce type d'habitation, regroupant gens et bêtes dans un village, ne pouvait que rester figé, toute extension lui étant interdite sauf en hauteur. Leur architecture est donc caractéristique : une façade étroite à une ou deux fenêtres, et une élévation ne pouvant dépasser quatre à cinq étages, grenier compris avec sa poulie extérieure pour hisser le fourrage. Actuellement[Quand ?], les seules transformations possibles - ces maisons ayant perdu leur statut agricole - sont d'installer un garage au rez-de-chaussée et de créer de nouvelles chambres au grenier. Pour celles qui ont été restaurées avec goût, on accède toujours à l'étage d'habitation par un escalier accolé à la façade.
La présence de terrasse ou balcon était une constante. La terrasse servait, en priorité, au séchage des fruits et légumes suspendus à un fil de fer. Elle était appelée trihard quand elle accueillait une treille qui recouvrait une pergola rustique. Quand elle formait loggia, des colonnettes soutenant un auvent recouvert de tuiles, elle était nommée galarié ou souleriè.

### Maison à terre

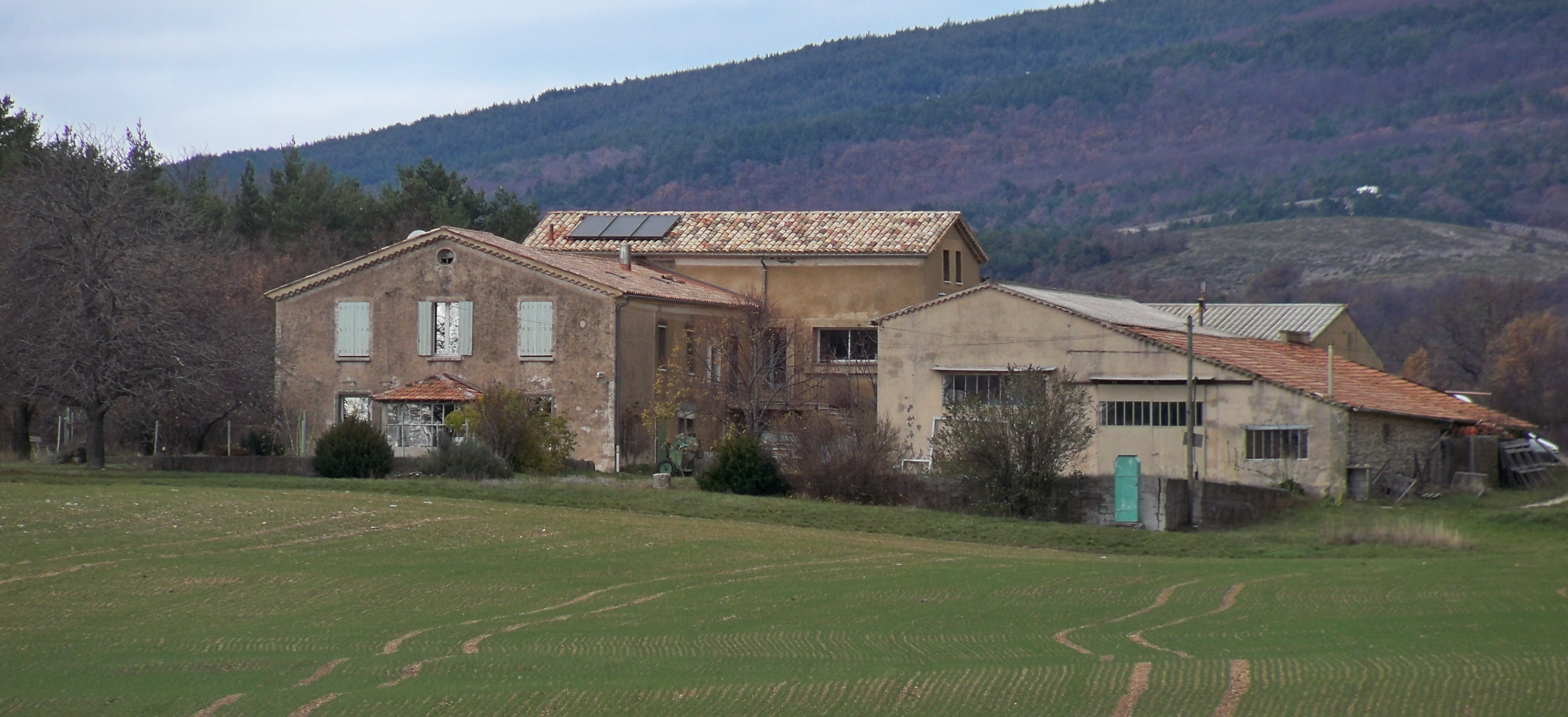
Au Revest-du-Bion, maison à terre à la sortie du village près de Notre-Dame de l'Ortiguière.

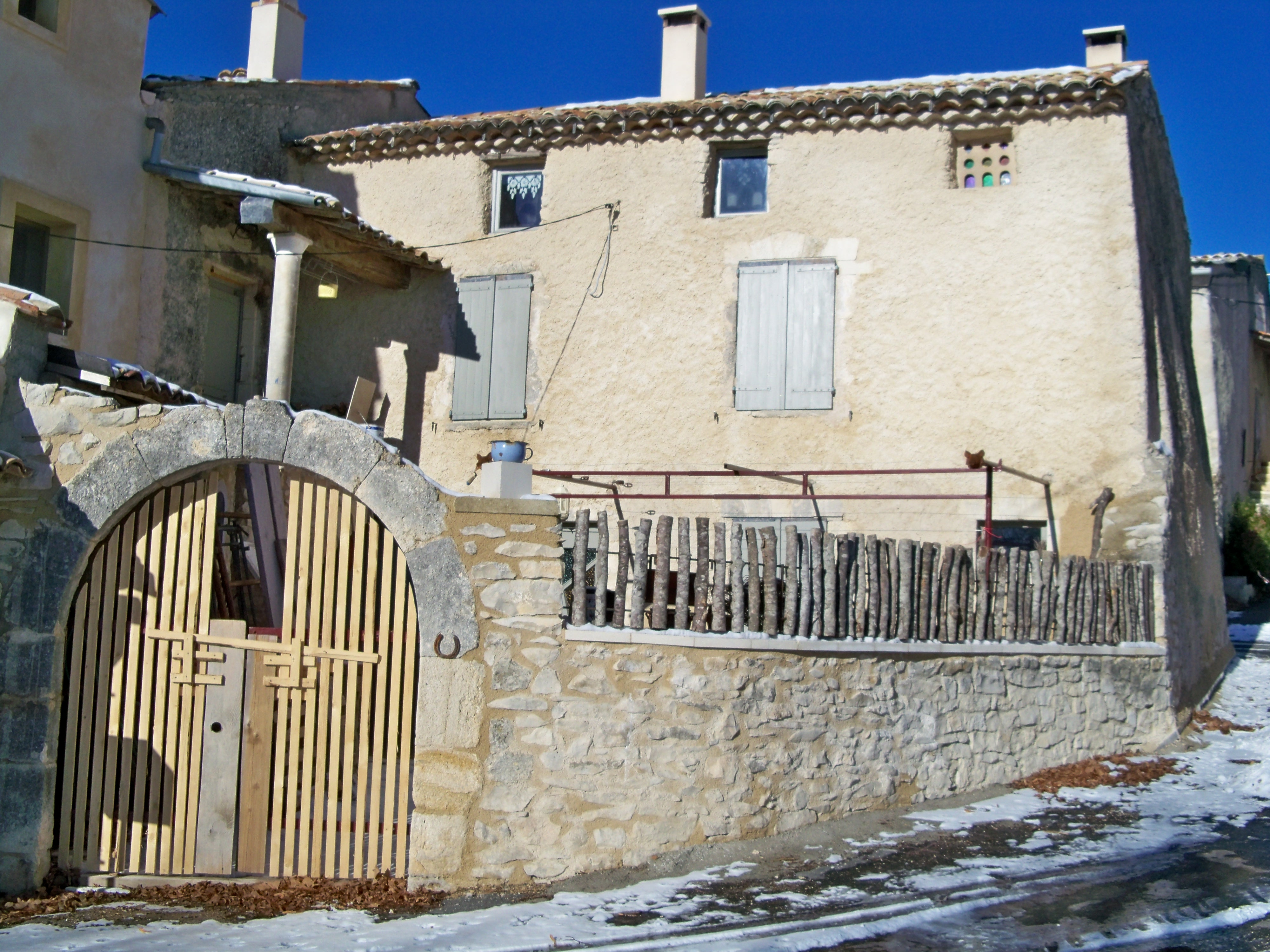
En bordure de Ferrassières, maison en hauteur transformée en maison à terre avec adjonction du pigeonnier.

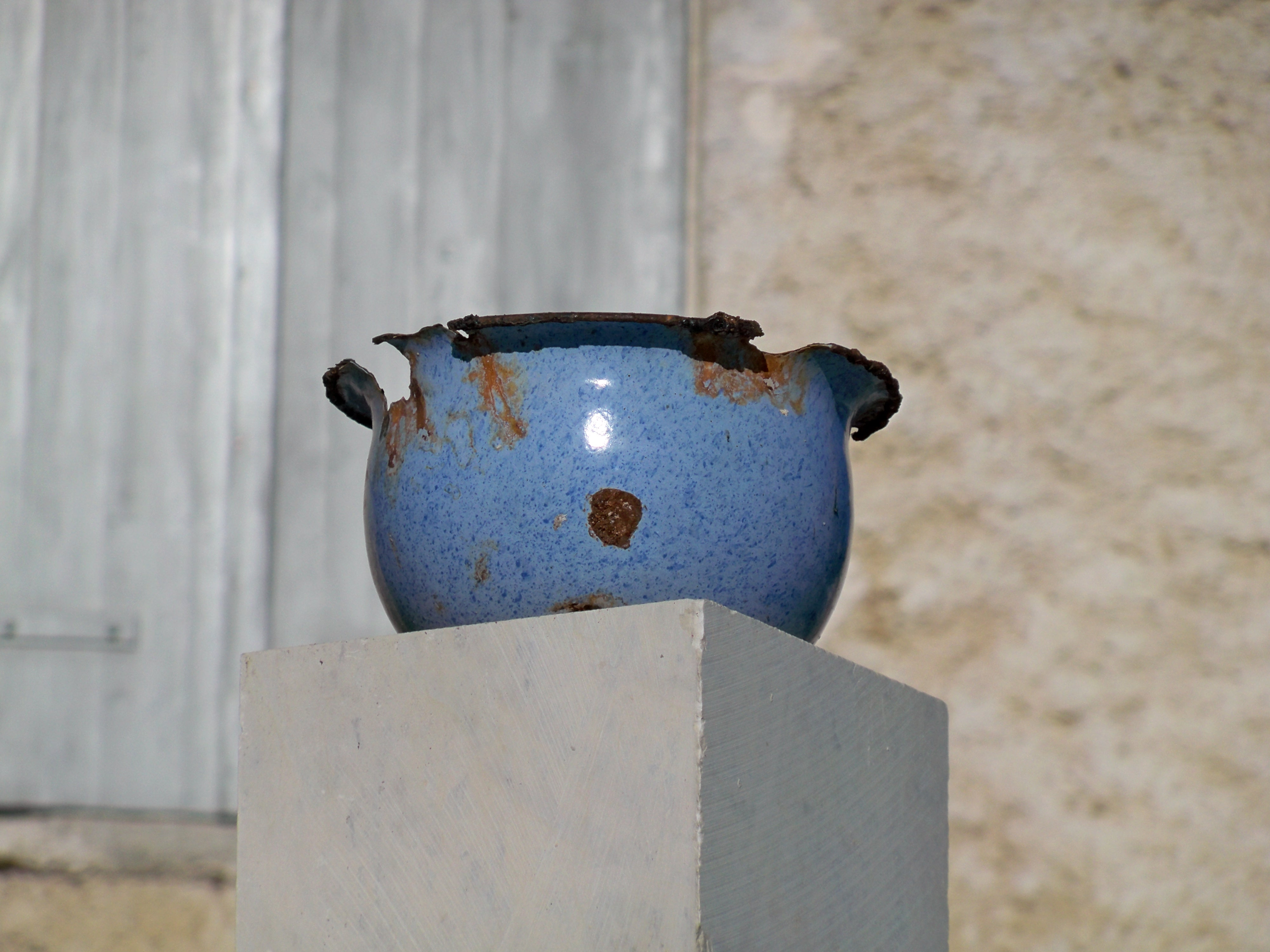
Les lieux d'aisance ont été installés, symboliquement le pot de chambre est exposé aux regards de tous.

Compartimenté dans le sens de la longueur, ce type de maison représente un stade d'évolution plus avancé que la « maison en hauteur ». Il est caractéristique de l'habitat dispersé. C'est l'habitation traditionnelle des pays de « riche culture » et la lavande en fut une.
Ce type de maison est divisé en deux parties très distinctes dans le sens de la longueur. Le rez-de-chaussée est occupé par une salle commune dans laquelle est intégrée la cuisine. Très souvent se trouve à l'arrière un cellier contenant la réserve de vin et une chambre. Un étroit couloir, qui permet d'accéder à l'étage, sépare cet ensemble de la seconde partie réservée aux bêtes. Celle-ci se compose, dans la plupart des cas, d'une remise qui peut servir d'écurie et d'une étable. L'étage est réservé aux chambres et au grenier à foin qui correspond par une trombe avec l'étable et l'écurie.
À cet ensemble, s'ajoutaient des annexes. Une des principales était la tour du pigeonnier, mais la maison se prolongeait aussi d'une soue à cochons, d'une lapinière, d'un poulailler et d'une bergerie.
Alors qu'aucune maison en hauteur ne disposait de lieu d'aisance, même en ville, la maison à terre permet d'installer ces « lieux » à l'extérieur de l'habitation. Jusqu'au milieu du XXe siècle, c'était un simple abri en planches recouvert de roseaux (canisse) dont l'évacuation se faisait directement sur la fosse à purin ou sur le fumier.
La construction d'un tel ensemble étant étalée dans le temps, il n'y avait aucune conception architecturale préétablie. Chaque propriétaire agissait selon ses nécessités et dans l'ordre de ses priorités. Ce qui permet de voir aujourd'hui l'hétérogénéité de chaque ensemble où les toitures de chaque bâtiments se chevauchent généralement en dégradé.  

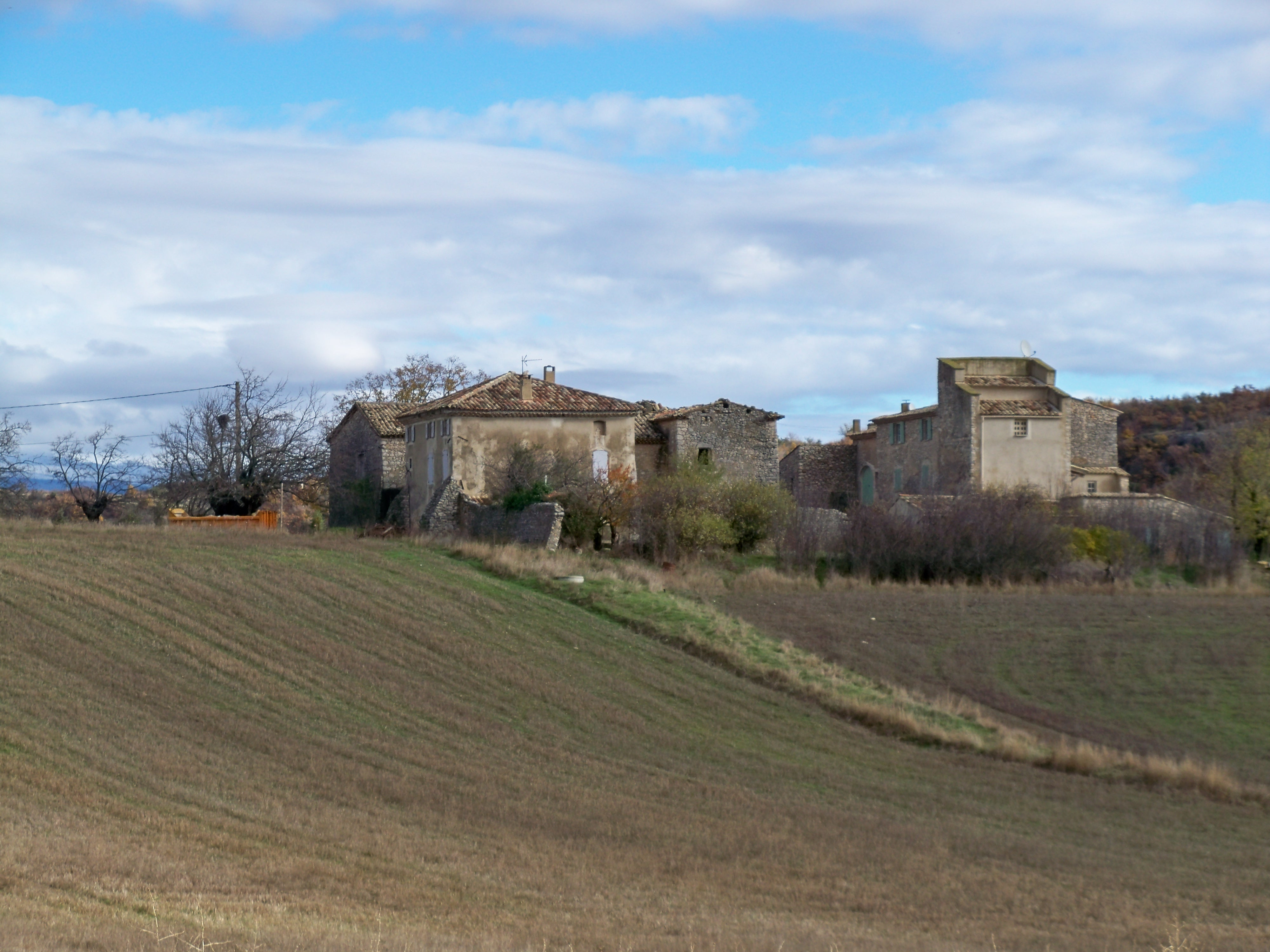
Maison à terre à Simiane avec son pigeonnier.

Chaque maison se personnalisait aussi par son aménagement extérieur. Il y avait pourtant deux constantes. La première était la nécessité d'une treille toujours installée pour protéger l'entrée. Son feuillage filtrait les rayons de soleil l'été, et dès l'automne la chute des feuilles permettait une plus grande luminosité dans la salle commune. La seconde était le puits toujours situé à proximité. Il était soit recouvert d'une construction de pierres sèches en encorbellement qui se fermait par une porte de bois, soit surmonté par deux piliers soutenant un linteau où était accrochée une poulie permettant de faire descendre un seau. L'approvisionnement en eau était très souvent complété par une citerne qui recueillait les eaux de pluie de la toiture. 
Le pigeonnier devint, après la Révolution la partie emblématique de ce type d'habitat puisque sa construction signifiait la fin des droits seigneuriaux, celui-ci étant jusqu'alors réservé aux seules maisons nobles. Il était soit directement accolé à la maison mais aussi indépendant d'elle. Toujours de dimension considérable, puisqu'il était censé ennoblir l'habitat, il s'élevait sur deux étages, le dernier étant seul réservé aux pigeons. Pour protéger ceux-ci d'une invasion de rongeurs, son accès était toujours protégé par un revêtement de carreaux vernissés qui les empêchait d'accéder à l'intérieur.

### Maison à cour

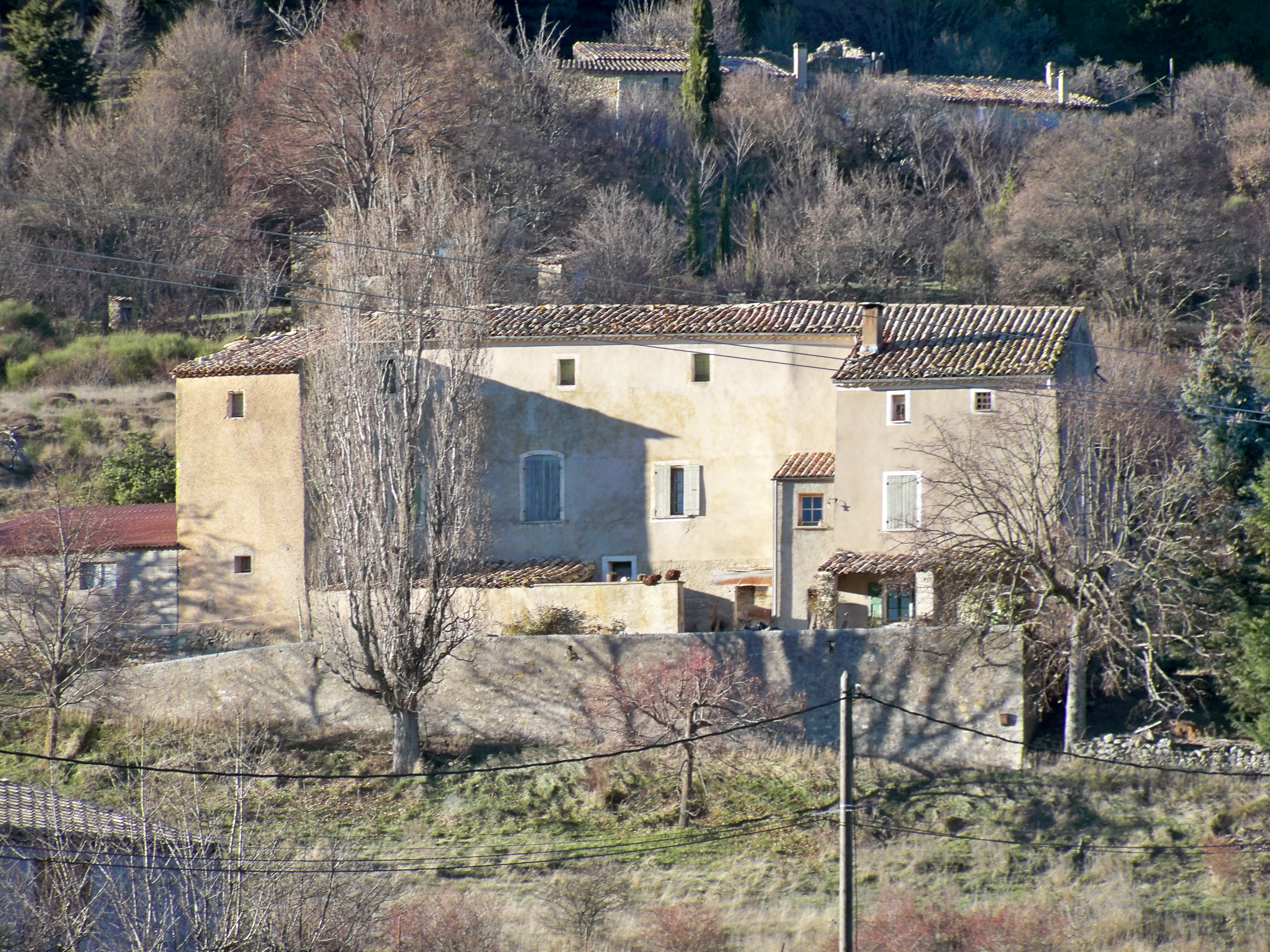
Maison à cour au hameau des Crottes à Aurel.

Ce type d'habitation est composé de bâtiments et de dépendances ordonnés autour d'une cour centrale. Cet ensemble est caractéristique des grands domaines céréaliers et prend souvent l'aspect d'un château avec des murs flanqués d'échauguettes et des tours d'angle. Il est adapté à une vie agricole où le climat n'impose pas une grange pour engranger les javelles de blé avant le dépiquage, celui-ci ayant lieu aussitôt les gerbes coupées sur l'aire de terre battue. Dans ce mode culturel, les grains sont entrés en sacs dans une remise tandis que les moissonneurs élèvent les meules de paille avec comme seule protection contre la pluie un mélange de poussier et de terre glaise. Seul est rentré le fourrage.
Cette structure agraire est rare en Provence.

### Maison à tours

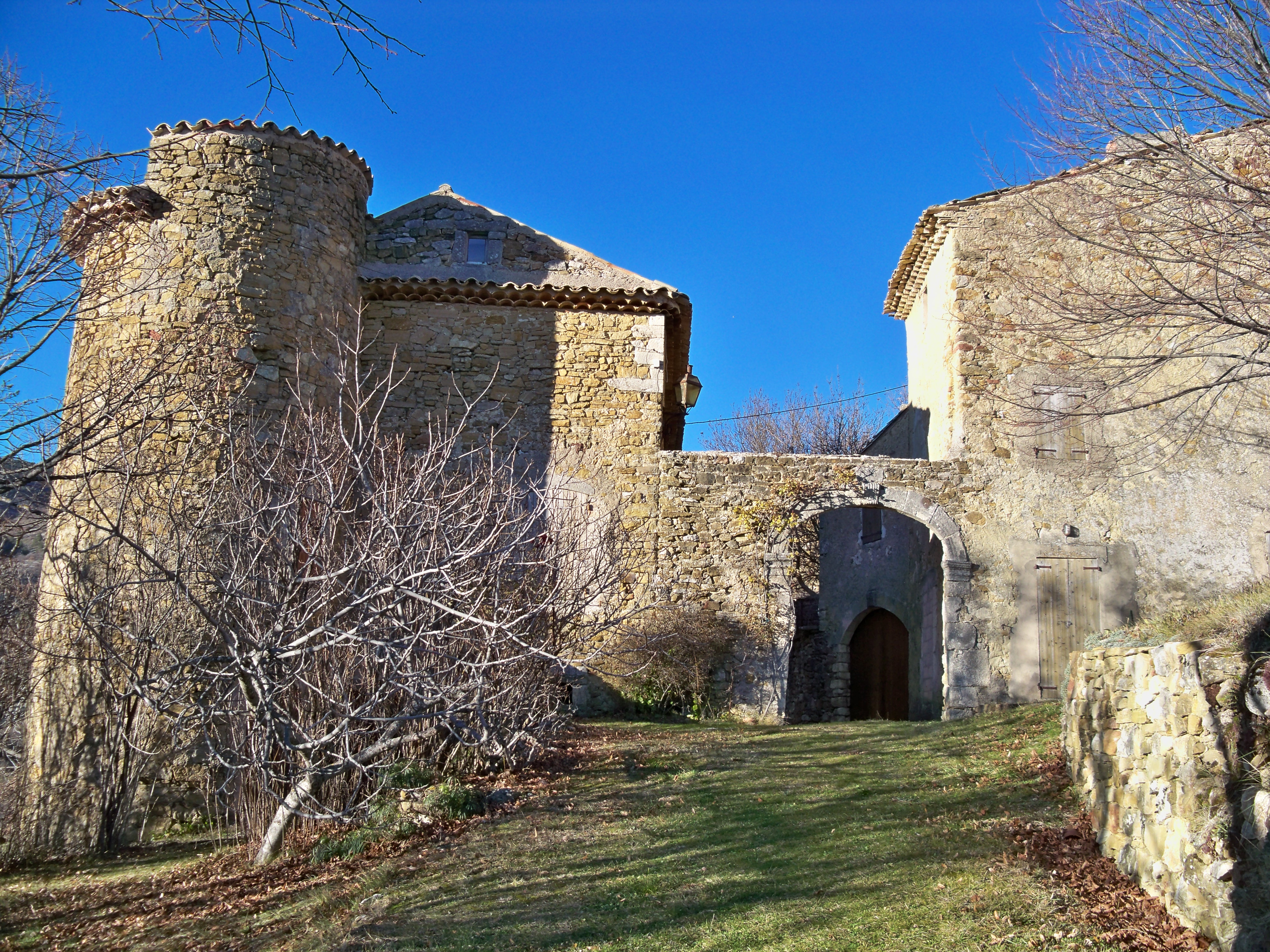
La tour à Aurel.

C'est le style des grandes maisons seigneuriales qui va traverser les siècles même après la Renaissance. Il s'agit de bâtisses isolées, avec ou sans cour intérieure, dont la façade est flanquée de deux tours ou qui est protégée par quatre tours d'angle.
La fortification des maisons de campagne est une pratique fort ancienne. Elle se retrouve, dès le haut Moyen Âge, avec le castellum dont celles de Provence reprennent le plan avec ses tours d'angle. C'est un héritage romain puisque nombre de villæ rusticæ furent protégées par des tours.

### Cabanon

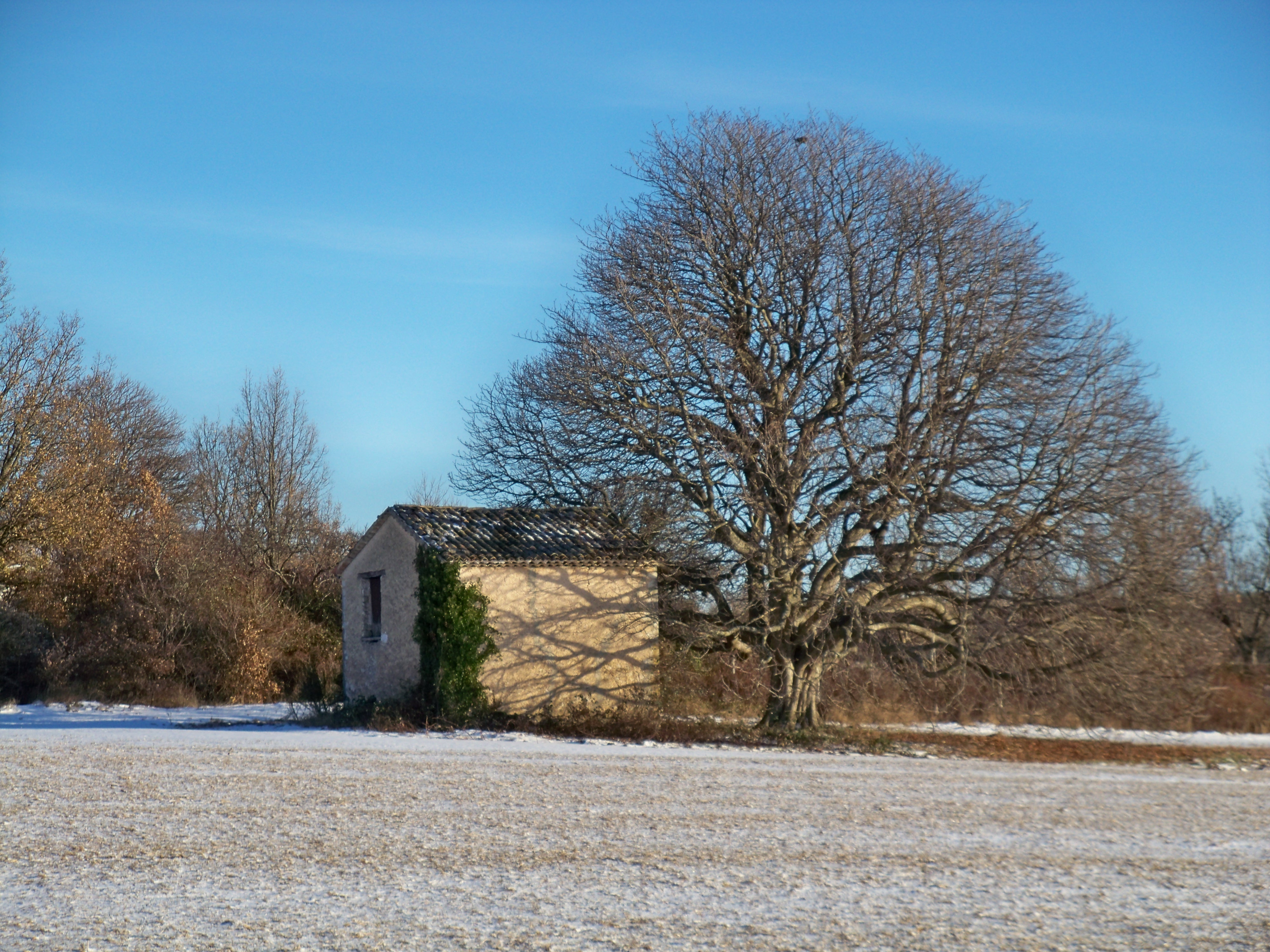
Cabanon à Revest-du-Bion.

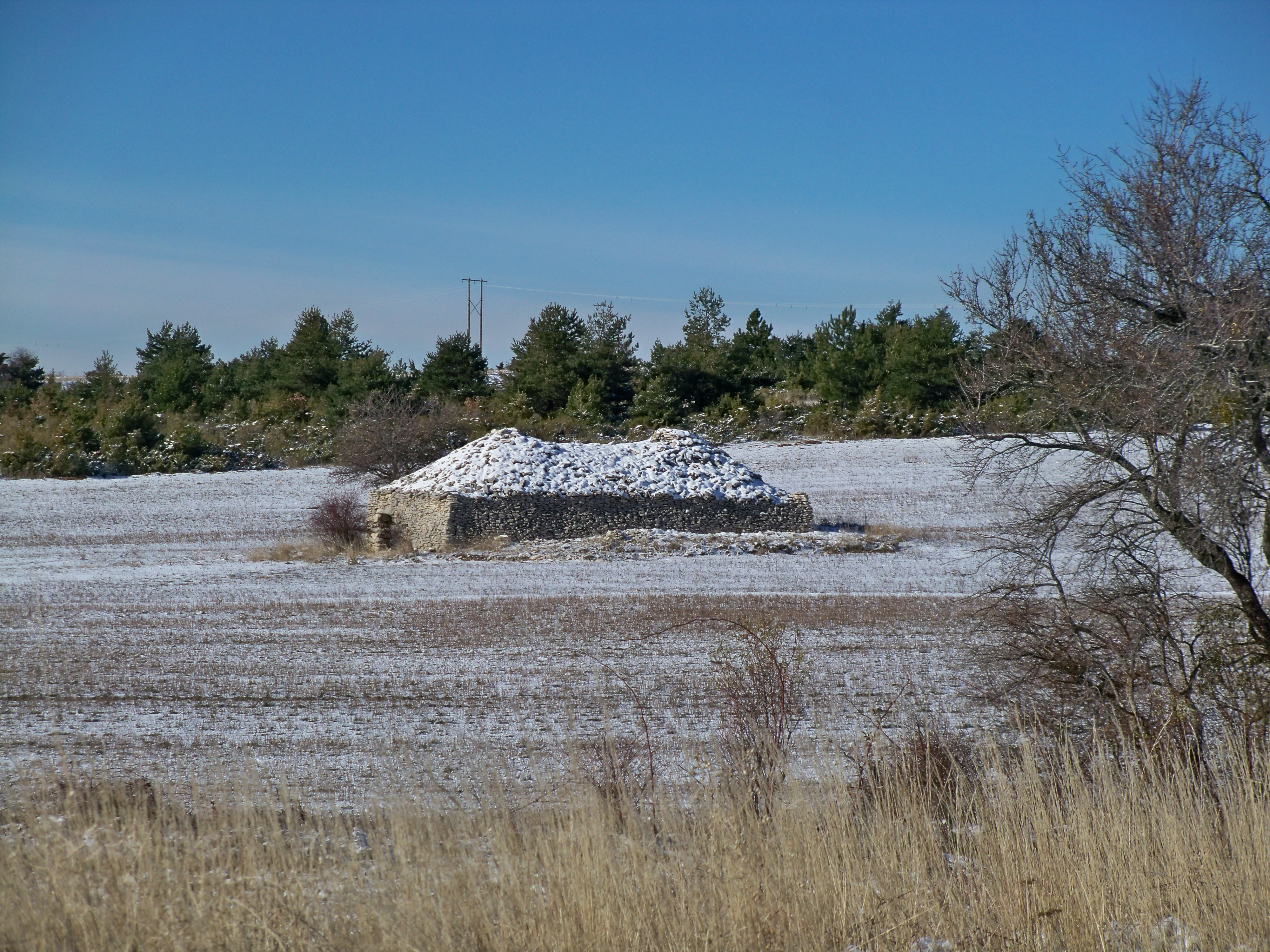
Jas (bergerie) à double toiture sur la commune de Ferrassières.

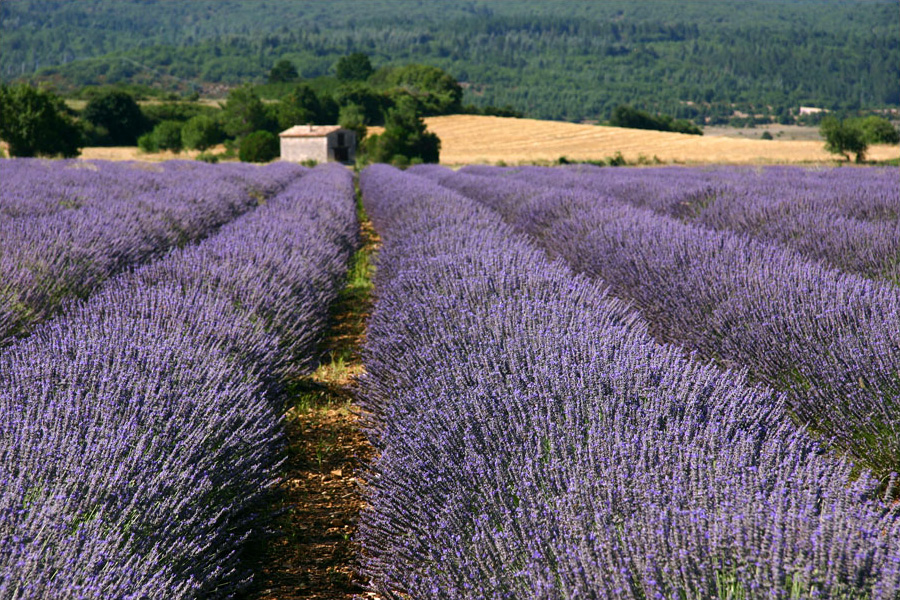
À Sault, champ de lavande et son cabanon.

L'existence de cette « maisonnette des champs » est toujours liée à une activité agricole qui contraint le paysan à rester éloigné de sa résidence habituelle. Dans son étude sur l'habitat rural, Fernand Benoit envisage à la fois le cas du pastoralisme et celui de la sédentarité. Pour le premier, la transhumance, qui permet aux troupeaux d'estiver dans les alpages, implique l'usage d'un habitat sur place de « type élémentaire » pour le berger. Suivant le lieu, il prend l'aspect d'un jas en pierre sèche ou d'une cabane édifiée en matériaux composites. Ce refuge lui sert à la fois d'abri et de laiterie. 
Pour le paysan sédentaire, c'est l'éloignement de ses cultures qui impose un habitat aménagé près de son champ. Dans ce dernier cas, le cabanon correspond à un véritable habitat saisonnier qui est utilisé lors des travaux de longue durée.
Ces cabanons, qui se trouvent à l'orée ou au centre du champ, avaient aussi un rôle d'affirmation sociale pour le paysan. Ils étaient considérés comme « le signe de la propriété sur une terre qu'il entendait distinguer du communal ».

### Borie

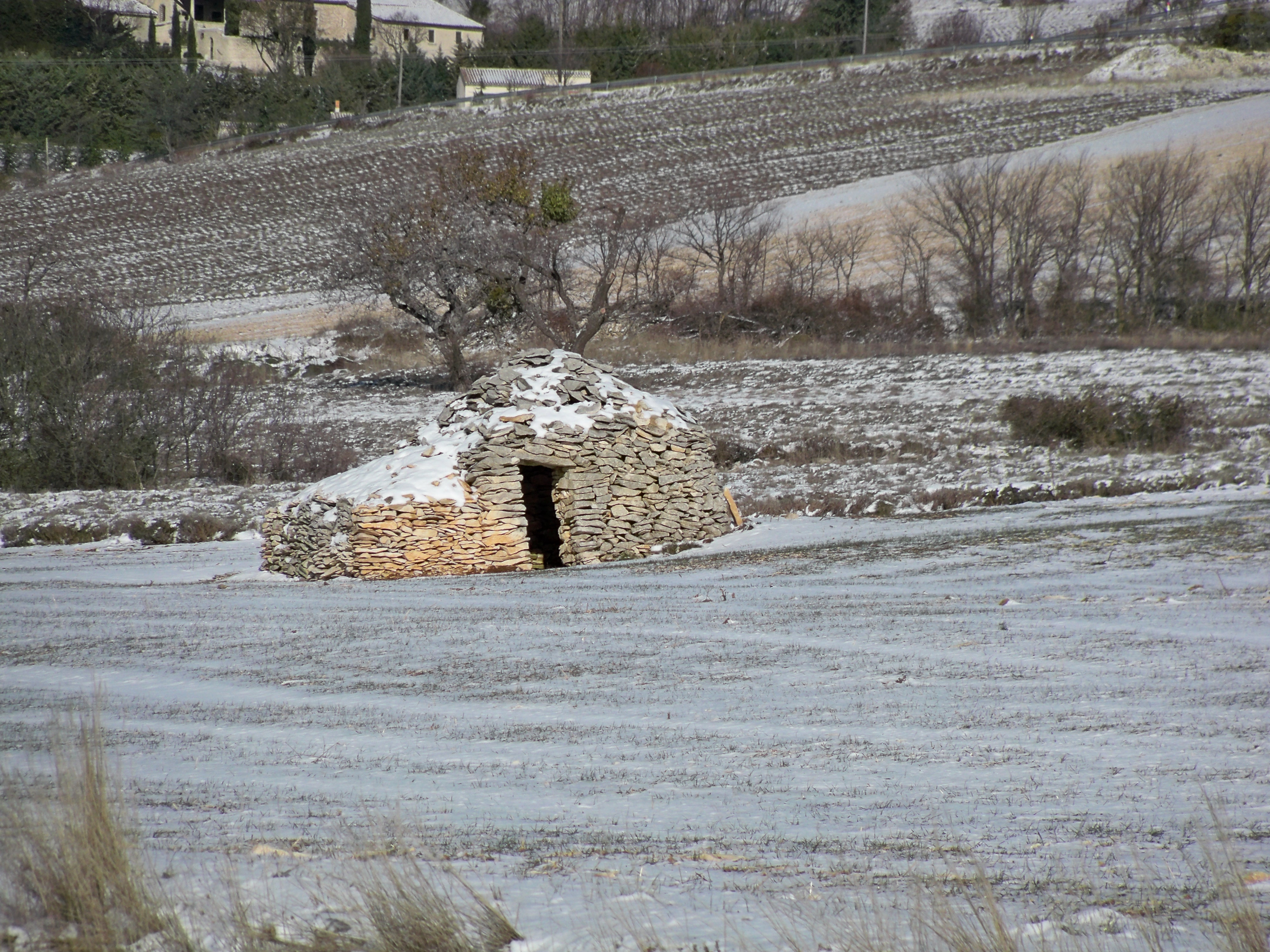
Cabane en pierre sèche à l'entrée de Ferrassières.

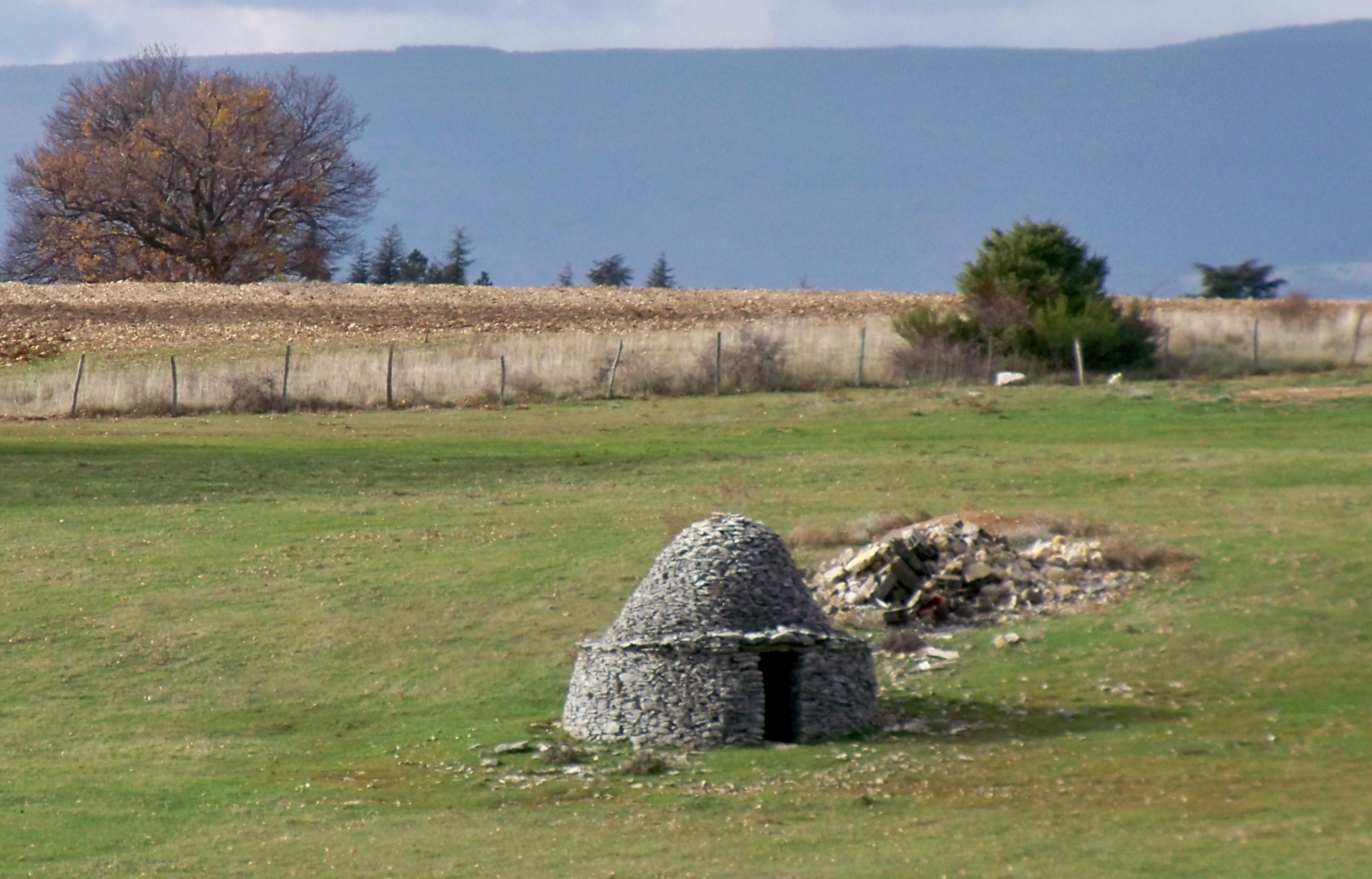
Borie protégeant un aiguier au Revest-du-Bion.

On nomme ainsi en Provence une cabane de pierre sèche. Le terme de borie est issu du latin boria - déjà référencé dans le quartier Borianum d'Arles - et s'orthographie bori en provençal. Elle est aussi dénommée cabanon pointu dans les Alpes provençales (région de Forcalquier). Ce type de construction réalisé uniquement en pierres sèches, permettait au paysan de stocker (serrer en provençal) ses instruments agraires, protéger sa récolte ou plus spécifiquement sa réserve d'eau et, au besoin, d'y passer la nuit. La borie était donc une annexe de l'habitat permanent. Ce type de construction en pierre sèche est facilité par l'épierrage des champs. En Provence, il est courant dans les régions montueuses, de plateaux secs, des coteaux travaillés en restanques.

## Activités économiques
Très connue pour sa culture de la lavande, l'économie du plateau est essentiellement tournée vers l'agriculture (miel, épeautre et autres céréales, élevage caprin et ovin) et le tourisme (camping vert, randonnée, VTT, spéléologie, route de la lavande...).

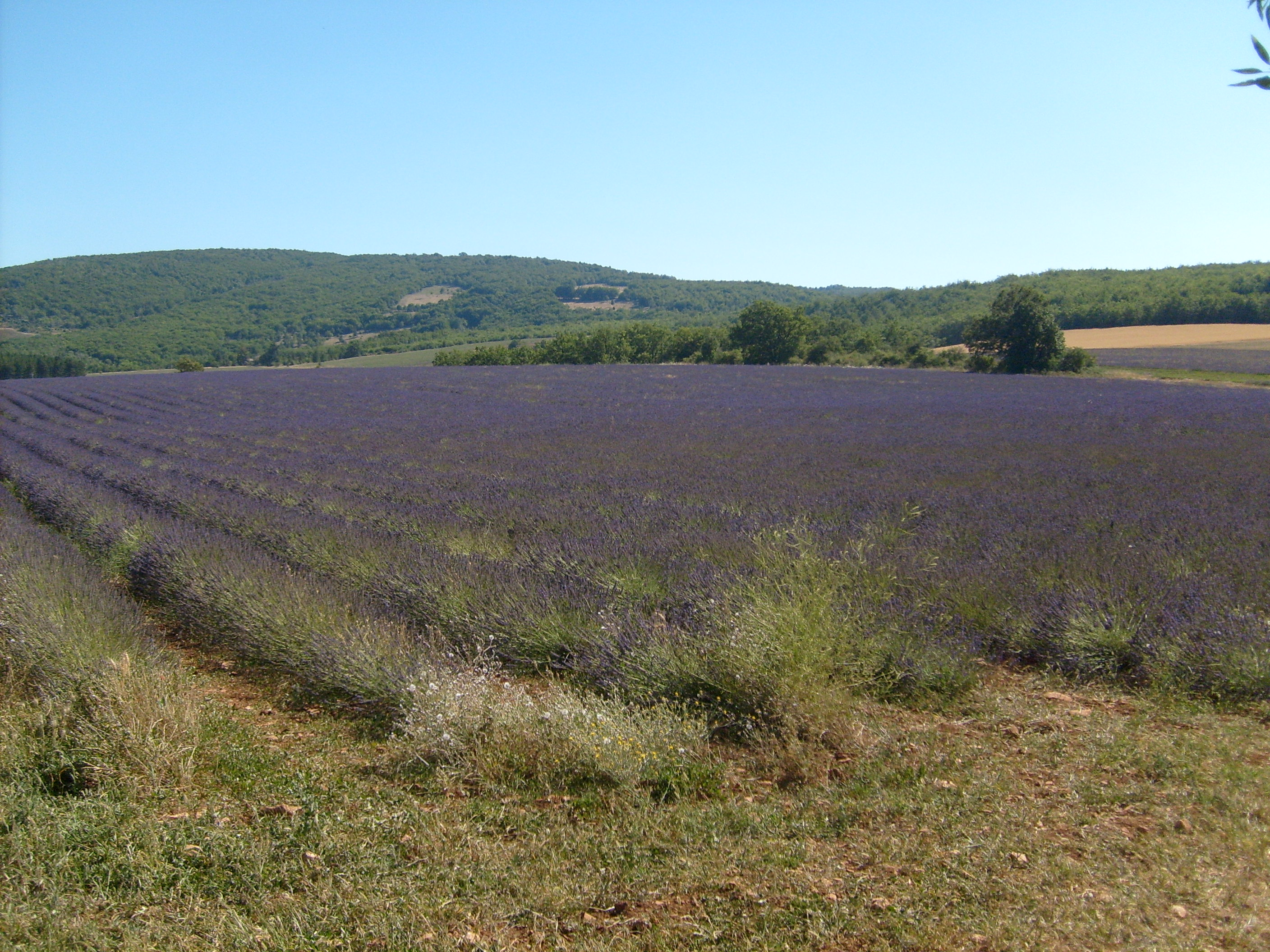
Champ de lavande sur le plateau d'Albion.
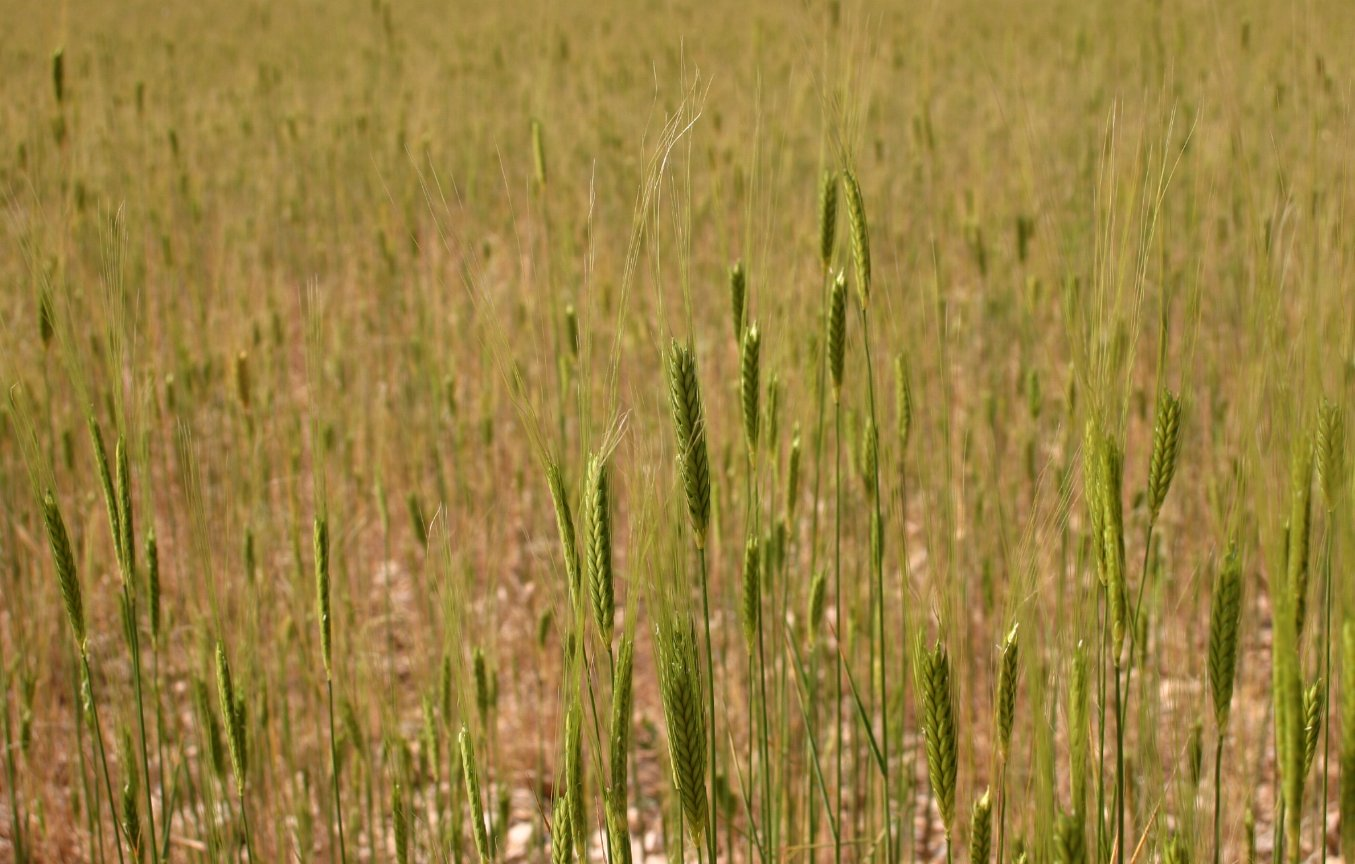
Petit épeautre sur le plateau d'Albion.
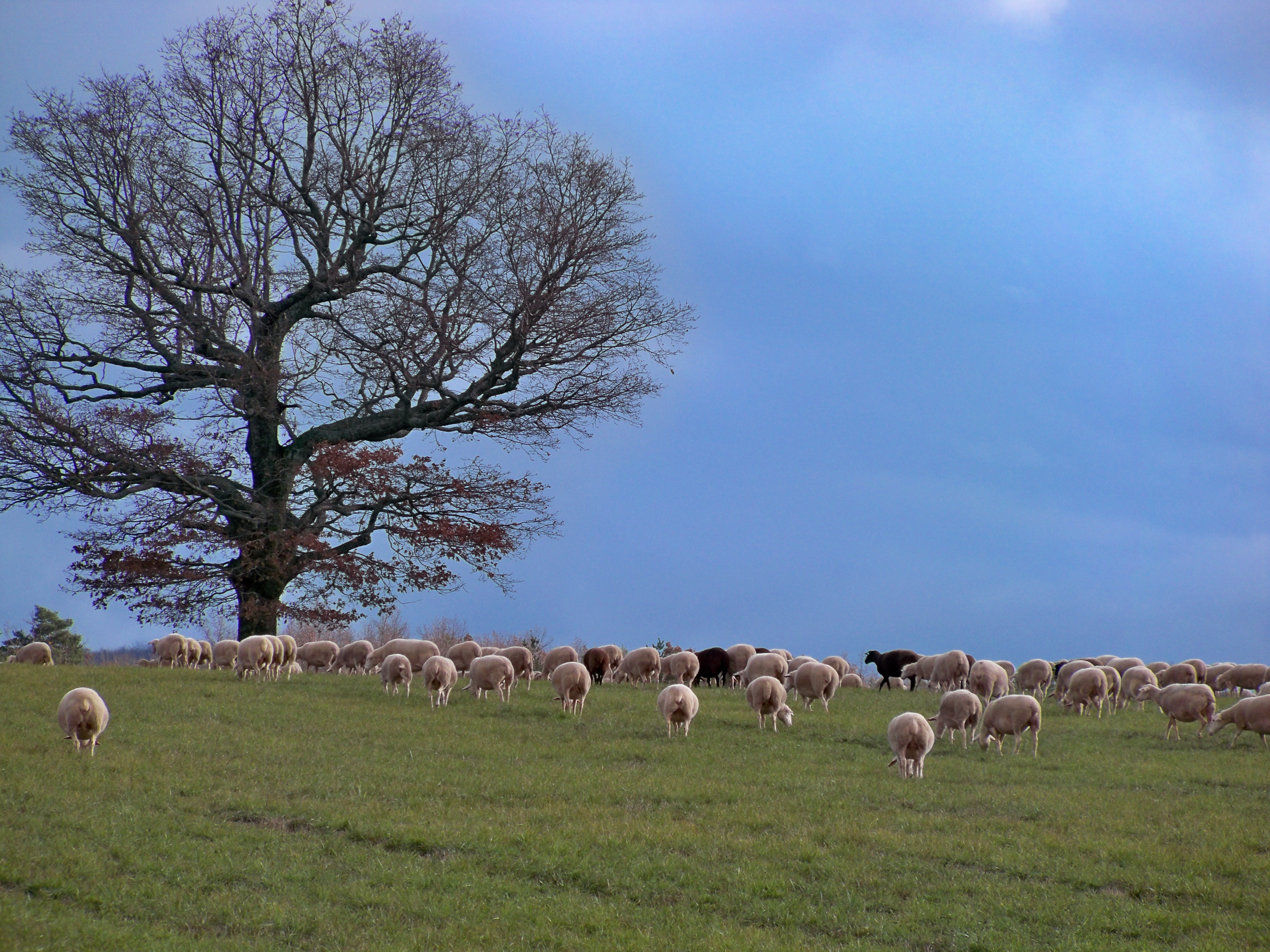
Troupeau ovin près de Revest-du-Bion.
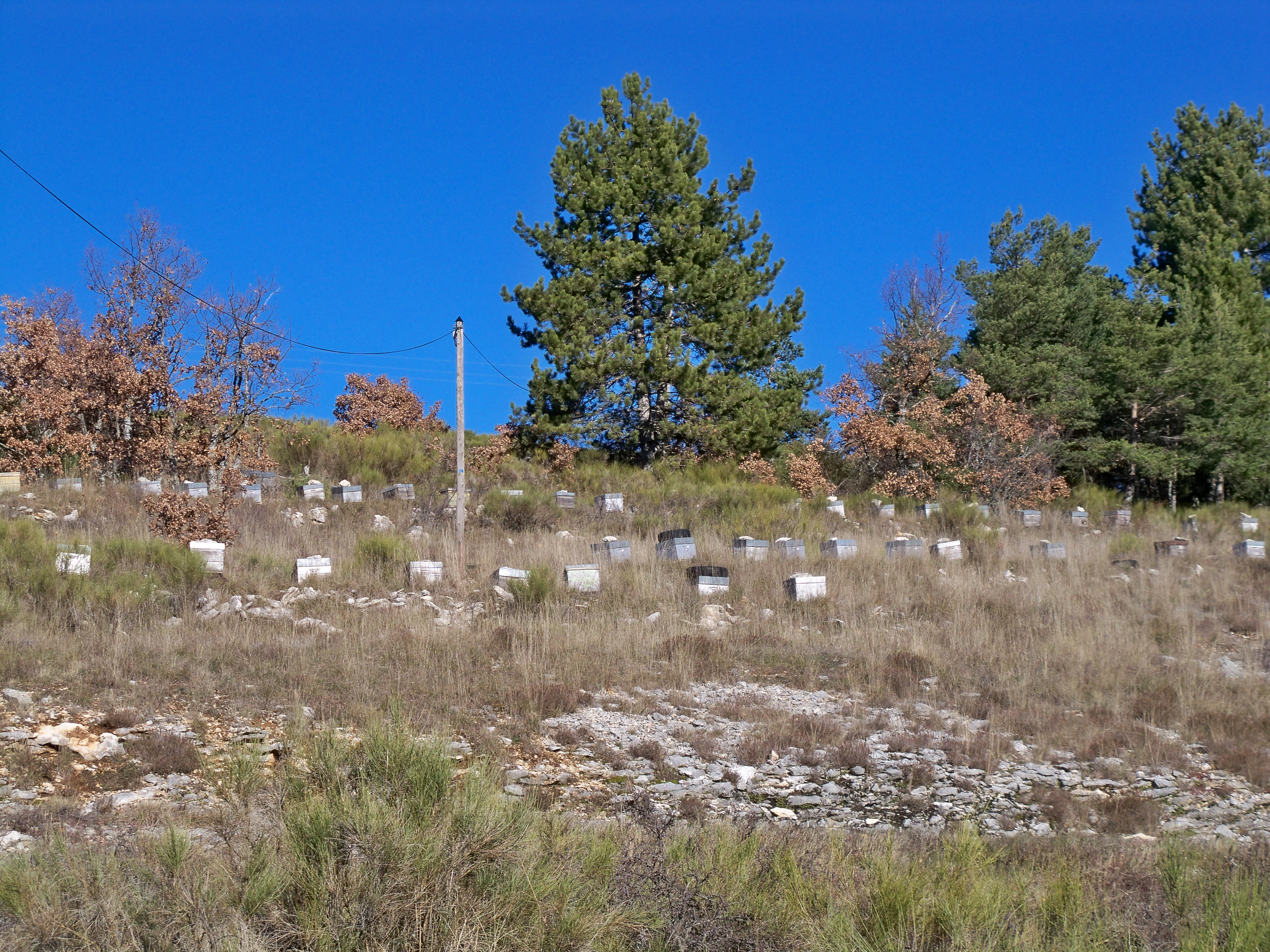
Ruches à la Combe du Pommier.
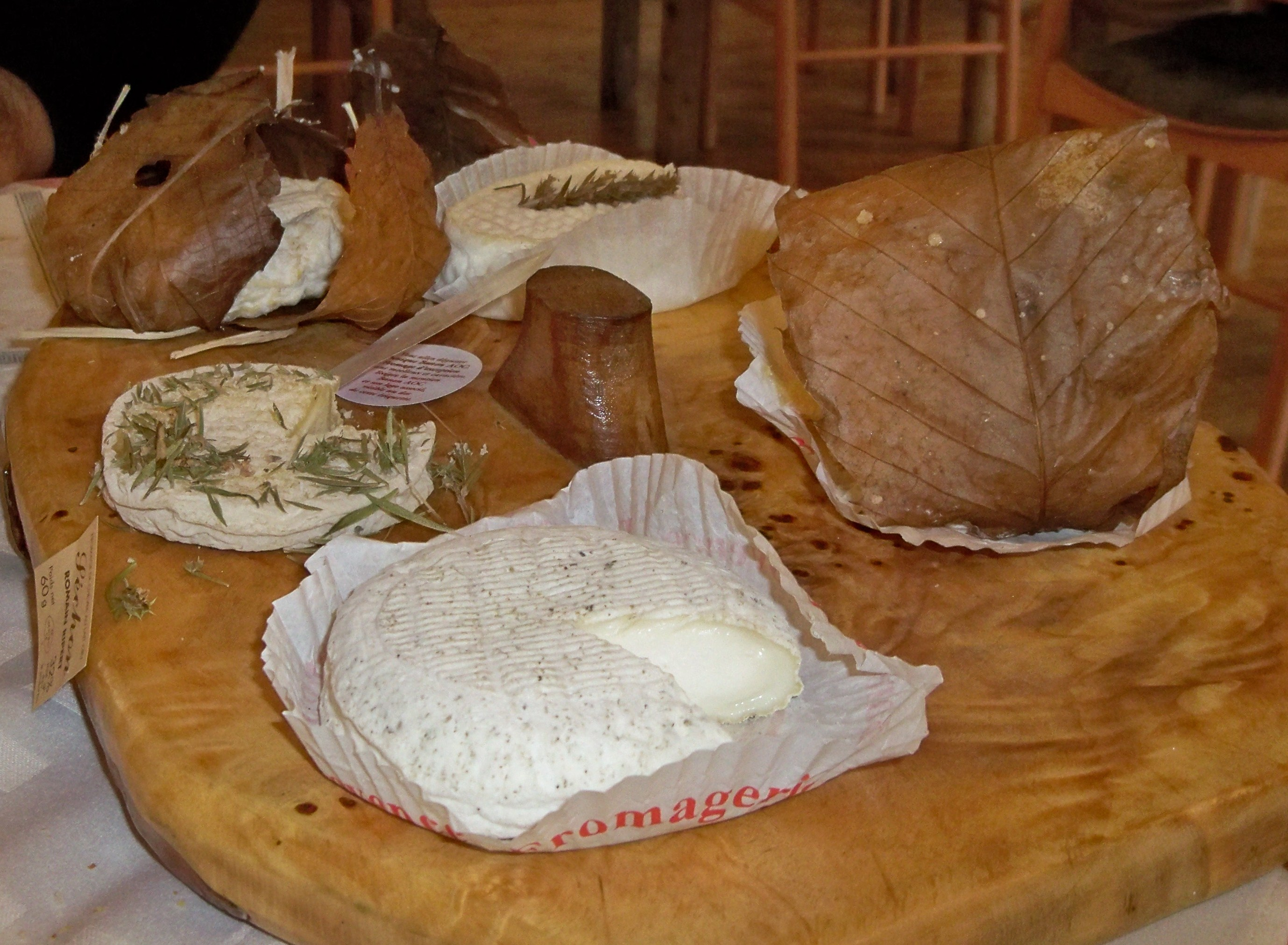
Plateau d'AOC Banon dans un restaurant de Revest-du-Bion.

### Lavande

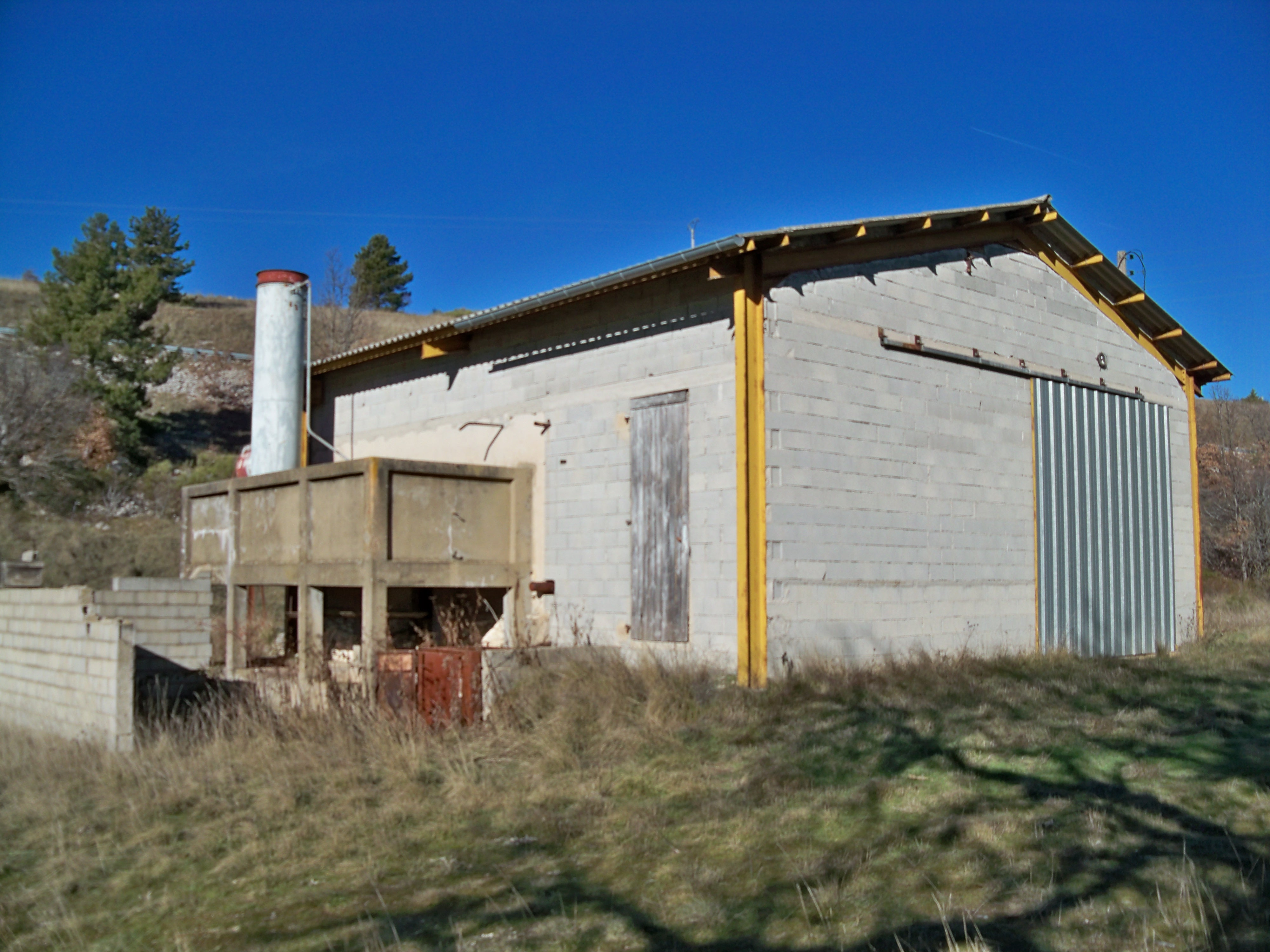
Distillerie de la Combe du Pommier.

Liée au soleil et aux vacances, la lavande, dont Jean Giono a dit qu'elle est « l'âme de la Haute-Provence », n'est plus actuellement l'« or bleu » du Ventoux, des Baronnies et de la montagne de Lure. Cueillie pendant des siècles à l'état sauvage, sa récolte n'a été organisée qu'à partir du XVIe siècle en même temps que la distillation de sa fleur. Son âge d'or se situe au début du XXe siècle. Et c'est au cours des années 1920 qu'il y a une véritable fièvre de plantation. Après la crise de 1929 et la Seconde Guerre mondiale, le marché est à nouveau demandeur à partir de 1955 pour entrer en crise cinq ans plus tard. La mécanisation de la récolte, une meilleure organisation du marché et l'obtention d'une AOC pour l'« huile essentielle de lavande de Haute-Provence », en 1981, auraient dû relancer la production. Mais celle-ci de l'ordre de 200 tonnes au début des années 1980 a chuté à 25 tonnes dans les années 1990 pour enfin remonter à 80 tonnes en 2003. La lavande occupe 4 500 ha sur le plateau d'Albion.

### Petit épeautre

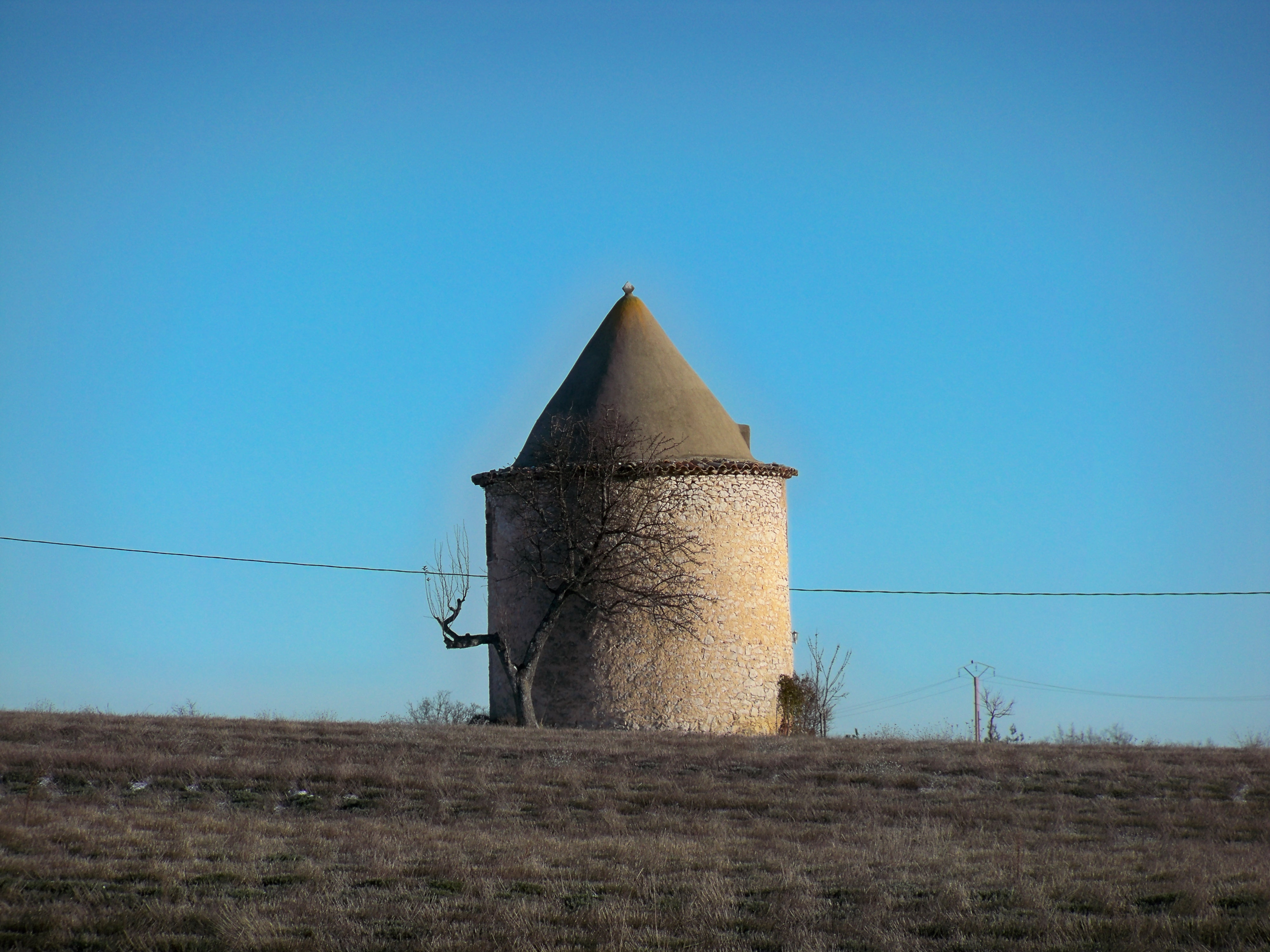
Ancien moulin à vent du XIXe siècle sur la commune du Revest.

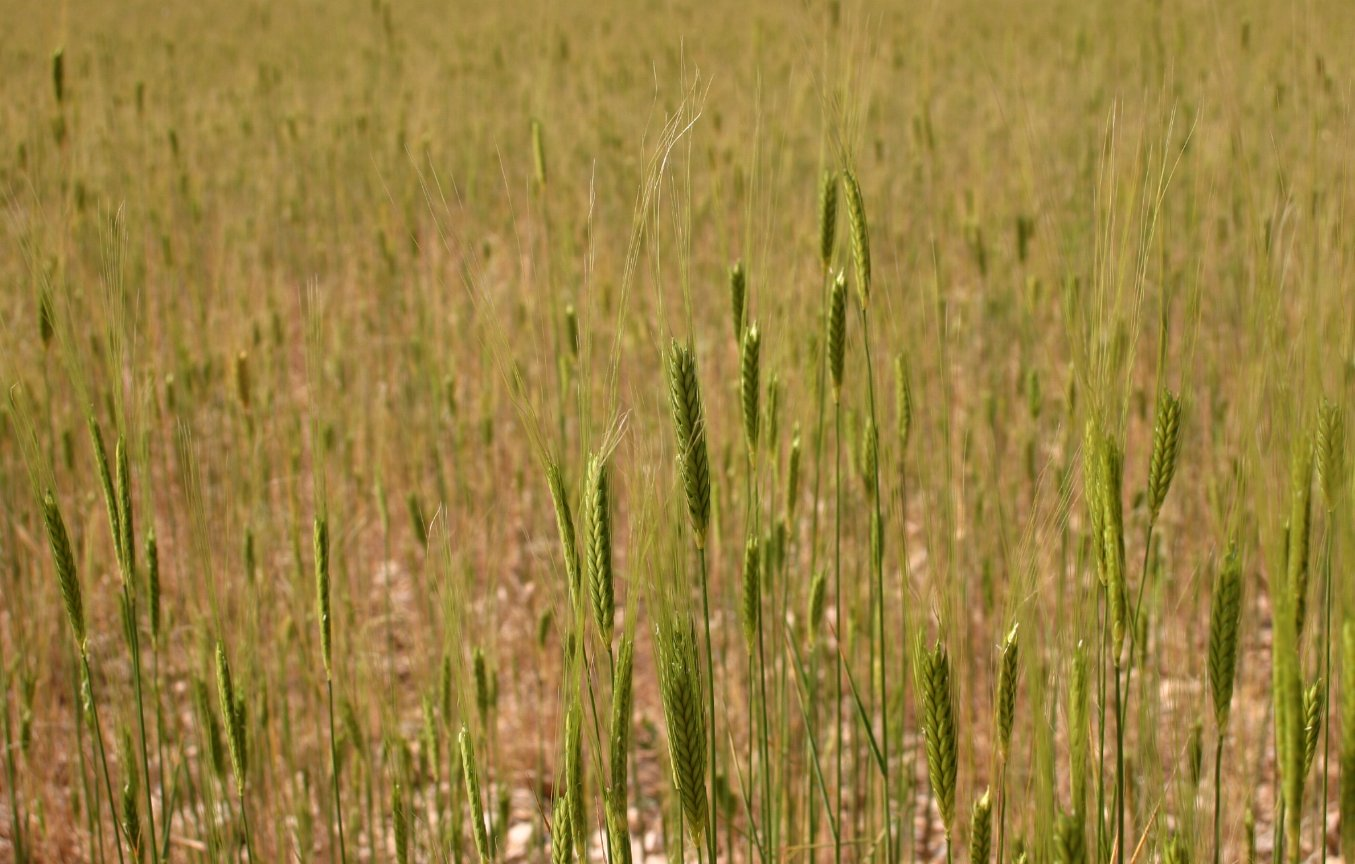
Champ de petit épeautre sur le plateau d'Albion.

Le petit épeautre est un blé rustique dont les archéologues ont retrouvé la trace dans des couches datées de 9 000 ans avant notre ère. Cette céréale se complait dans des sols pauvres et accepte des hivers longs et froids. Elle se sème en septembre-octobre et son cycle végétatif est de onze mois. Cette culture, très populaire sur le plateau d'Albion et les pentes du Ventoux jusqu'au XIXe siècle, a été reprise dans les années 1980. Dans le cadre de la SICA « Céréales Ventoux », une cinquantaine de producteurs approvisionnent un marché qui absorbe 200 tonnes par an.

### Fromage de Banon

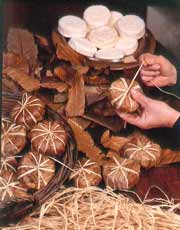
Emballage de l'AOC banon dans des feuilles de châtaigniers brunes avec ligature par un brin de raphia naturel.

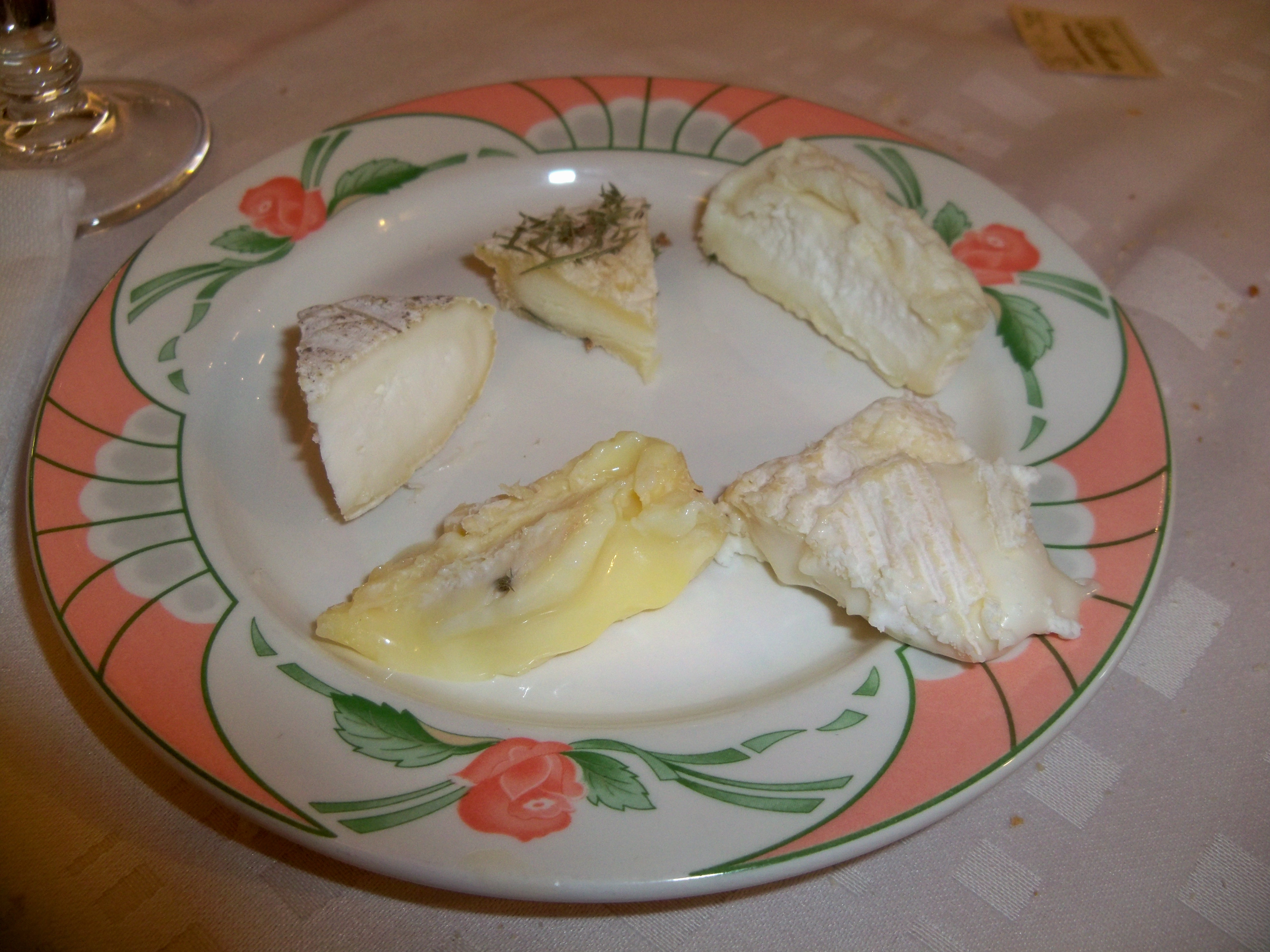
Fromages AOC banon à différentes maturités.

Le banon est protégé par une AOC depuis 2003. C'est le premier fromage de la région Provence-Alpes-Côte d'Azur à obtenir une appellation d'origine contrôlée. L'INAO a donné son accord pour sélectionner selon les « usages locaux, loyaux et constants » 179 communes dont la production du lait des élevages de chèvre de races provençale, rove et alpine peut revendiquer l'appellation, dont 111 dans les Alpes-de-Haute-Provence, 33 dans les Hautes-Alpes, 21 dans la Drôme et 14 dans le Vaucluse. Les sept communes du plateau d'Albion sont productrices.
C'est un fromage à pâte molle à croûte naturelle, élaboré à partir de la technique du caillé doux et moulé à la louche avant d'être emmitouflé dans des feuilles de châtaigniers brunes et liées par un brin de raphia naturel. Il est auparavant trempé dans de l'alcool pour éviter les moisissures.

### Fromage de chèvre du Mont-Ventoux

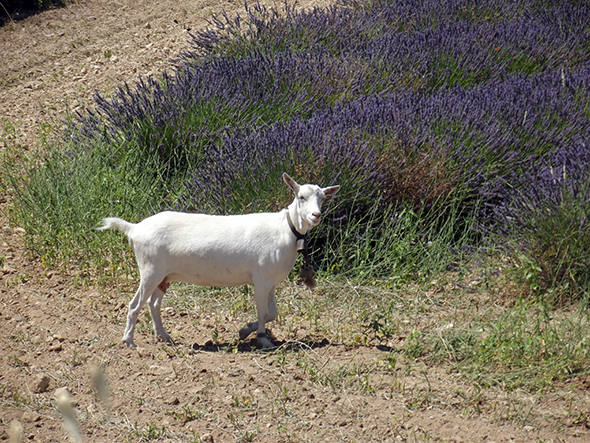
Chèvre et lavande.

Le chèvre du Mont-Ventoux est produit artisanalement à partir de lait de chèvre du Rove ou de chèvre de Provence, au pied du Mont Ventoux. Le principal producteur se trouve près de Saumane, dans les Alpes-de-Haute-Provence, commune située à cheval sur le plateau d'Albion et la Montagne de Lure.

### Miel de Provence

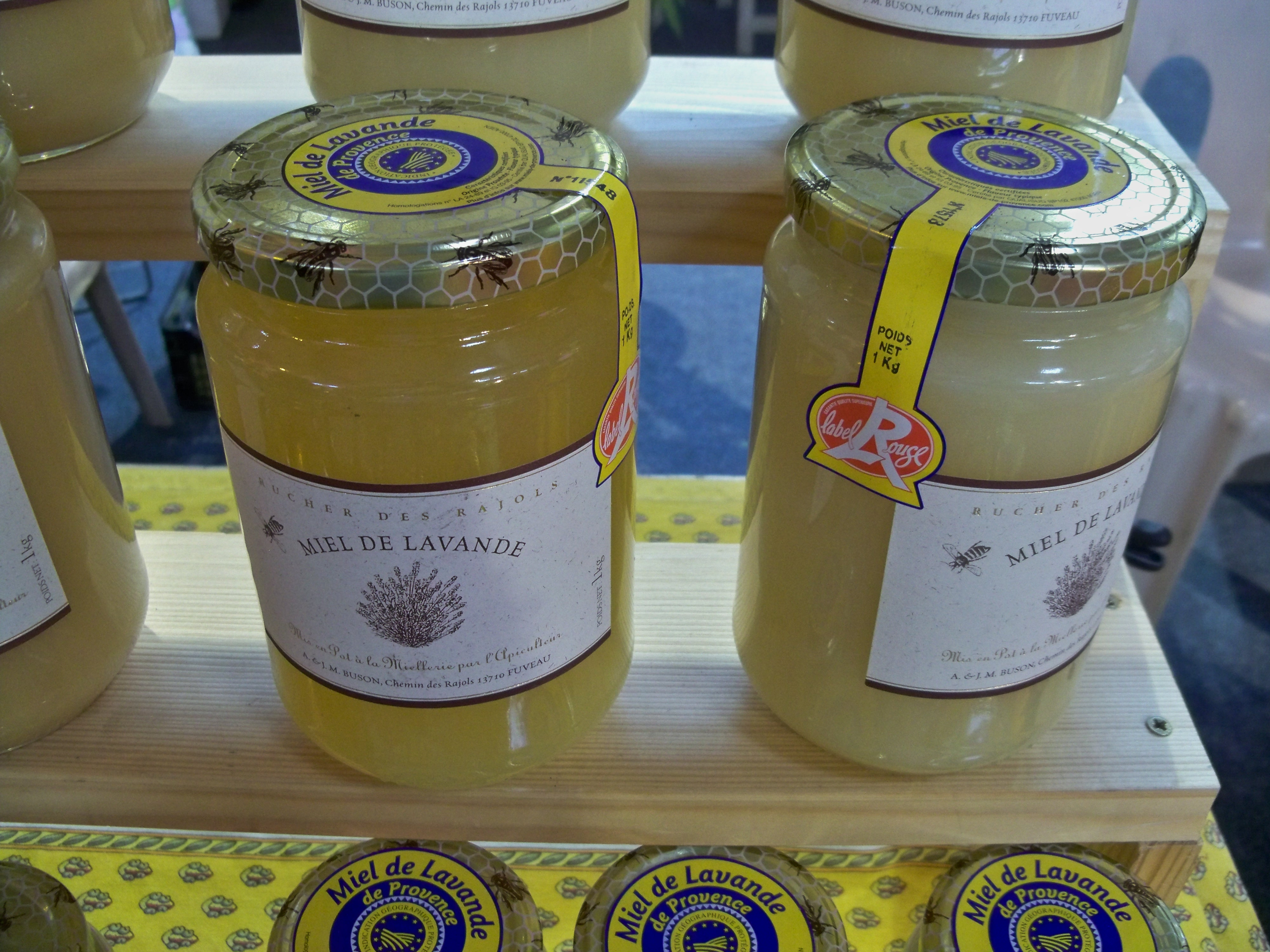
Miel de lavande du plateau d'Albion.

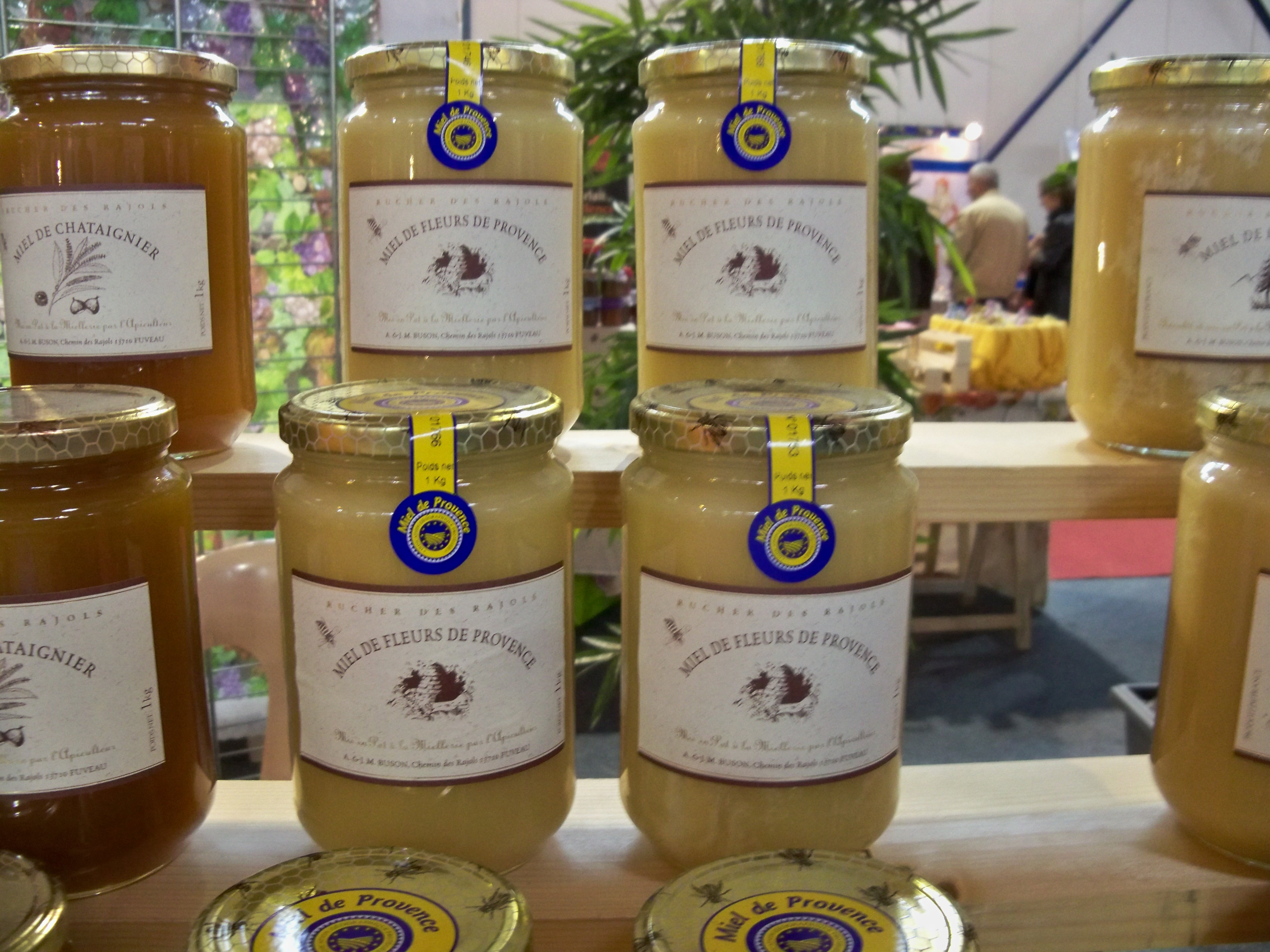
Miel toutes fleurs IGP.

Le Miel de Provence est protégé par un label rouge associé à une indication géographique protégée tant pour le miel toutes fleurs que pour le miel de lavande et lavandin. L'apiculture mobilise nombre de producteurs. Ils sont estimés à 4 500, dont 700 possèdent entre 70 et 150 ruches. La production régionale est de 2 000 t/an, soit 8 % de la production nationale. Nombre d'entre eux pratiquent la transhumance selon un trajet allant du littoral vers la Haute-Provence. L'été est la saison privilégiée pour le miel de lavande et les ruches sont installées dans une zone limitée au nord par une ligne Montélimar / Digne, avec au sud le mont Ventoux, le plateau d'Albion, la montagne de Lure, les monts de Vaucluse et le massif du Luberon. Le miel toutes fleurs est élaboré dans une vaste zone limitée par Nîmes, Montélimar, Gap, Digne, Nice, Toulon, Marseille et Avignon.

### Agneau de Sisteron

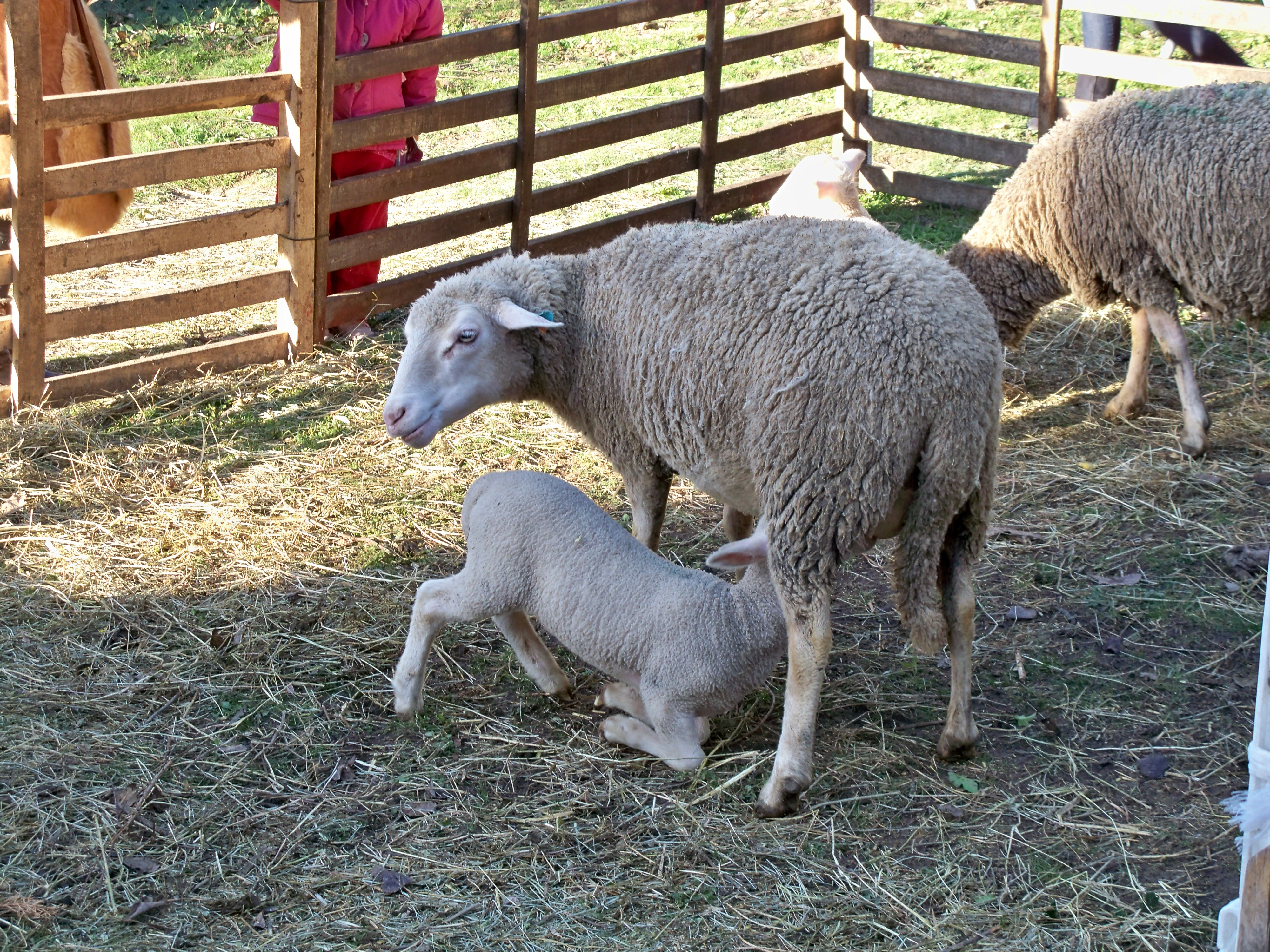
Agneau de Sisteron élevé sous sa mère.

L'agneau de Sisteron est un agneau de quatre mois, élevé sous la mère et originaire des Alpes provençales et de la Drôme provençale. Issus d'élevages traditionnels, avec des mères de races Mérinos d'Arles, Mourérous ou Préalpes du Sud qui les allaitent au moins pendant deux mois, sur un espace pastoral comptant moins de 10 brebis à l'hectare et comportant au minimum 10 hectares de parcours, ces agneaux ont droit, sous le contrôle l'INAO, au label rouge accordé par un décret gouvernemental en date du 3 janvier 2005. L'Union européenne lui a accordé une indication géographique protégée depuis le 15 février 2007.
Cette exigence de qualité a mis un terme à la pratique de cheptels élevés dans les mêmes conditions mais provenant d'autres régions dont l'ensemble de la Provence, le Massif central et le Piémont. Chaque année, c'étaient près de 400 000 bêtes qui passaient par les abattoirs de Sisteron profitant d'un certain laxisme pour usurper une provenance recherchée.

### Porc du Ventoux
Le porc du Ventoux est un label de qualité, créé en 1998, regroupant les éleveurs porcins en plein air autour du mont Ventoux. Les porcins de cette filière sont élevés en plein air, à une altitude de 800 à 1 000 m. La zone de production est située à l'est de Sault (zone de 50 km sur le plateau), dans les monts de Vaucluse, au sud du mont Ventoux. Les animaux disposent d'un espace plein champ, d'environ 100 à 110 m2 par individu. Ils sont nourris par une alimentation variée, à plus de 70 % composée de céréales, complétée par des légumineuses. L'utilisation de produits facteurs de croissance ou de produits d'origine animale sont interdits par la charte de production de la filière.

### Tourisme

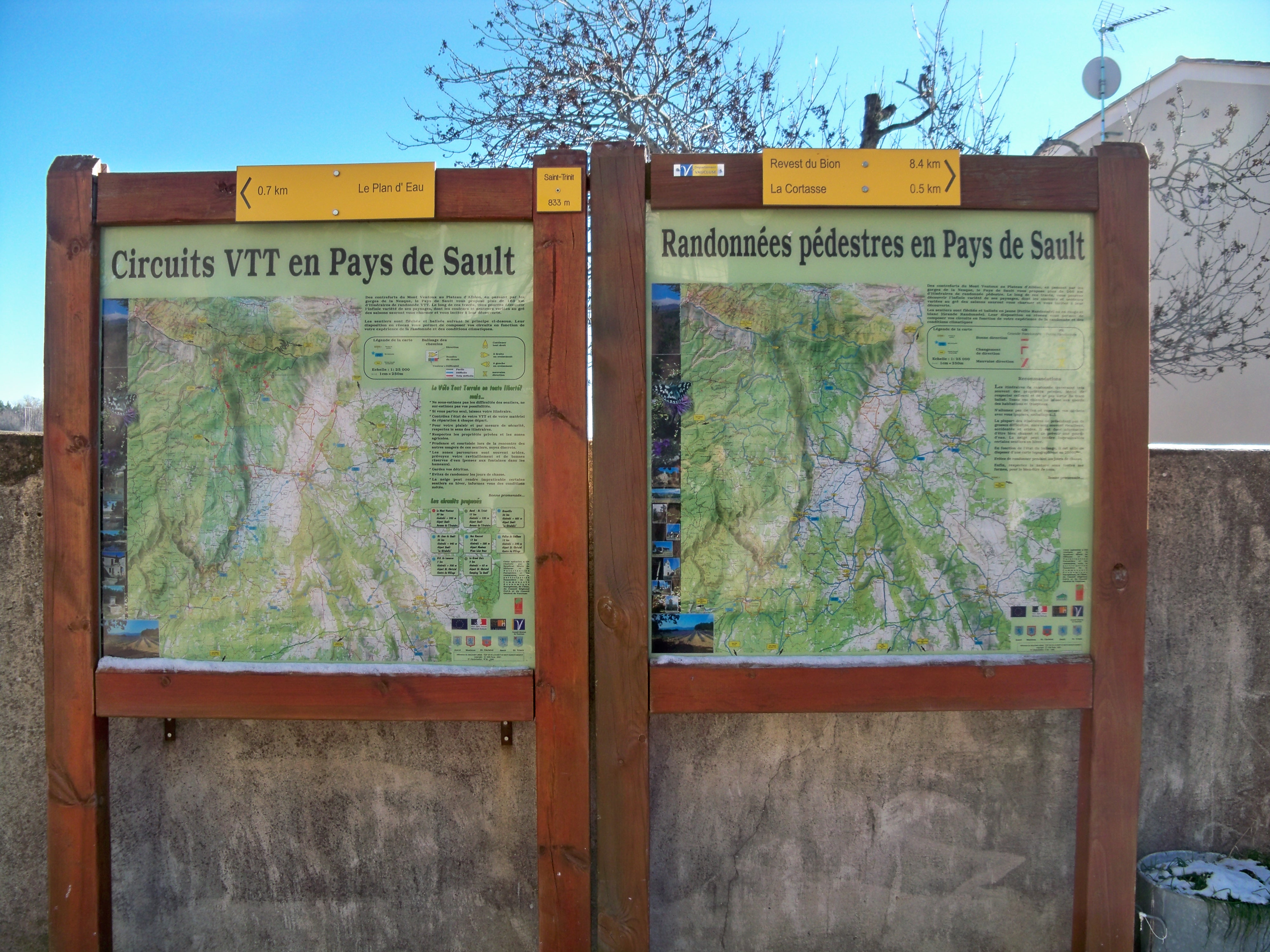
Panneaux indicatifs sur les circuits VTT et randonnées pédestres à Saint-Trinit.

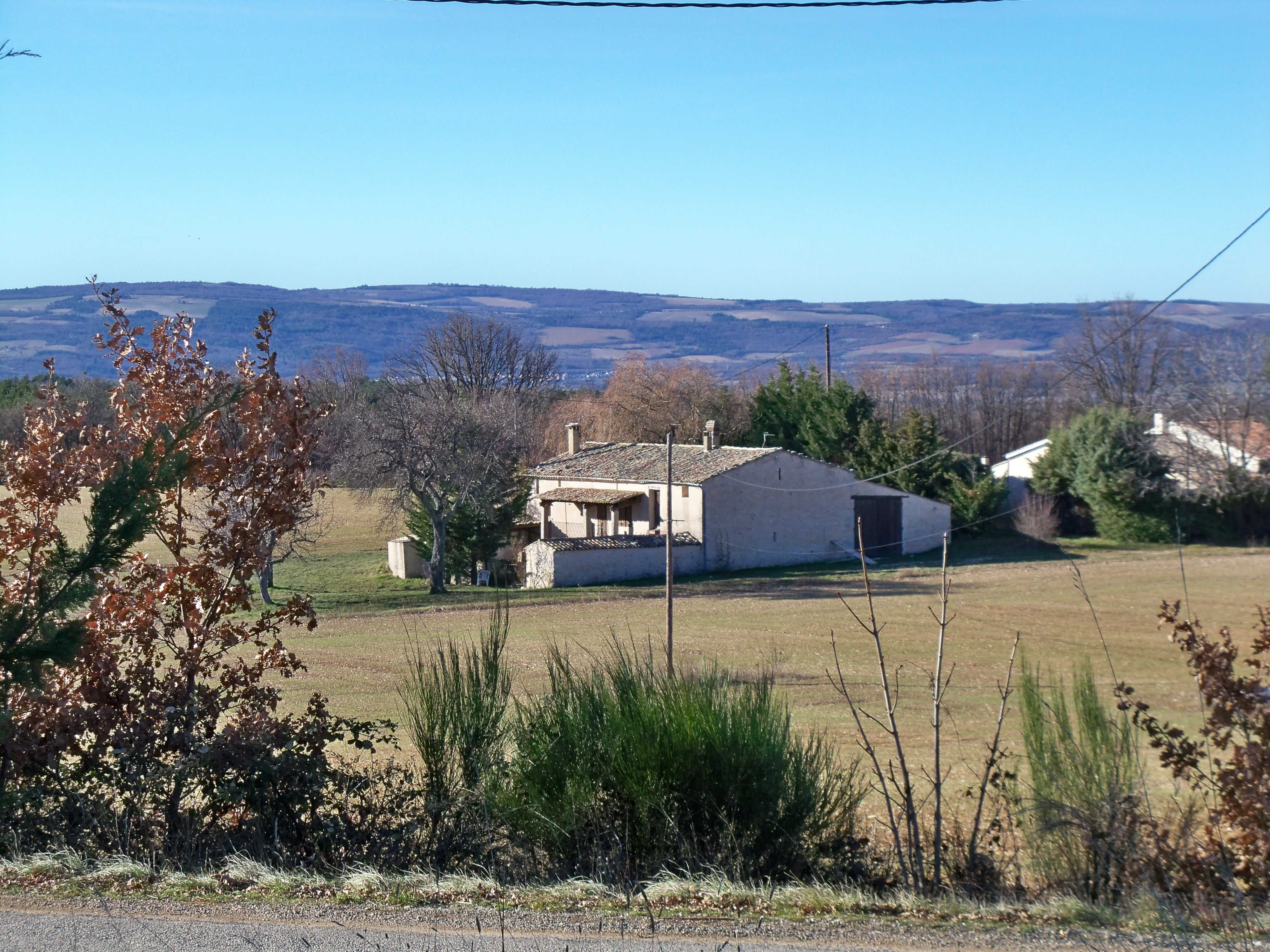
Gîte rural sur le plateau.

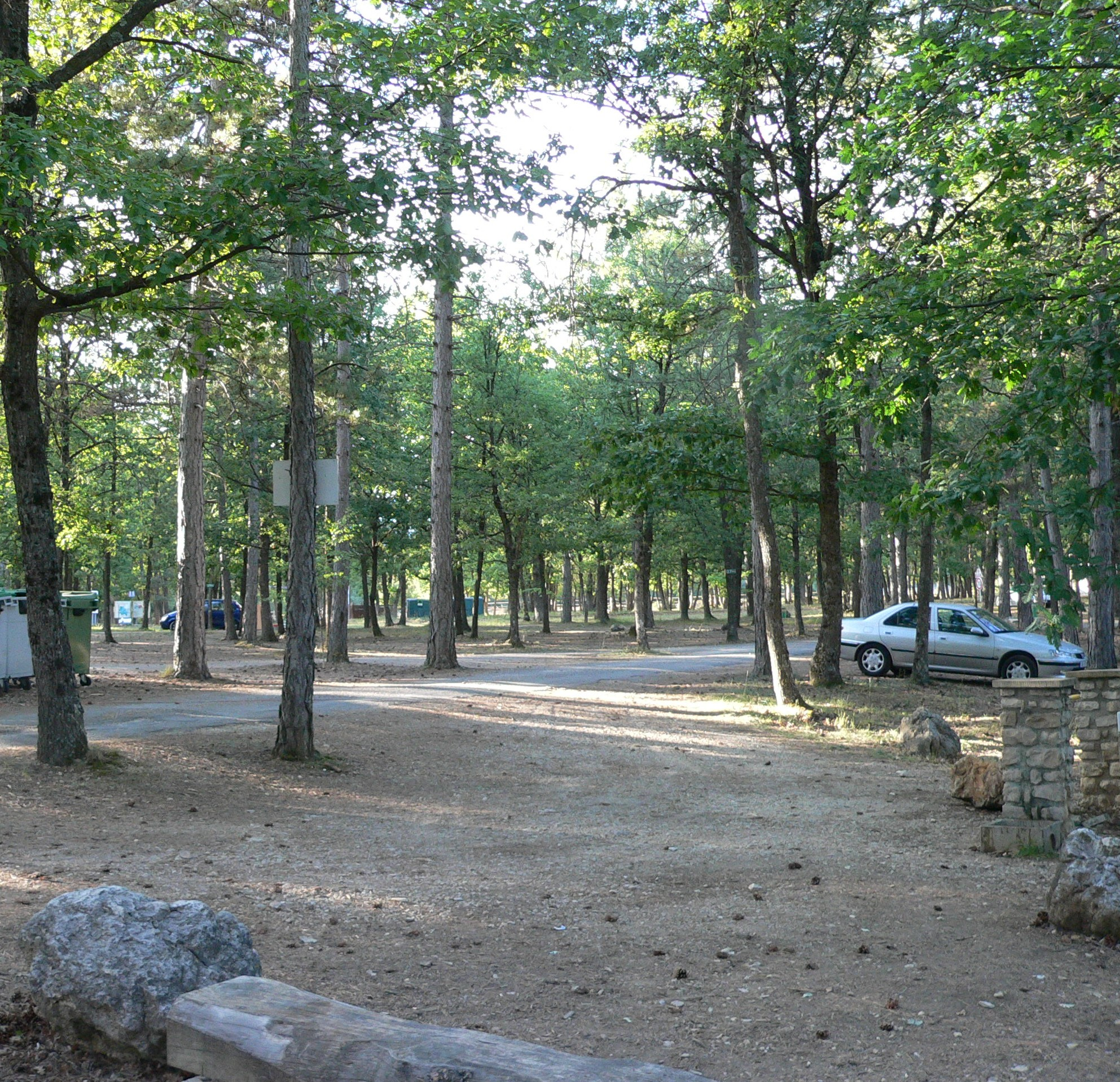
Camping de Sault.

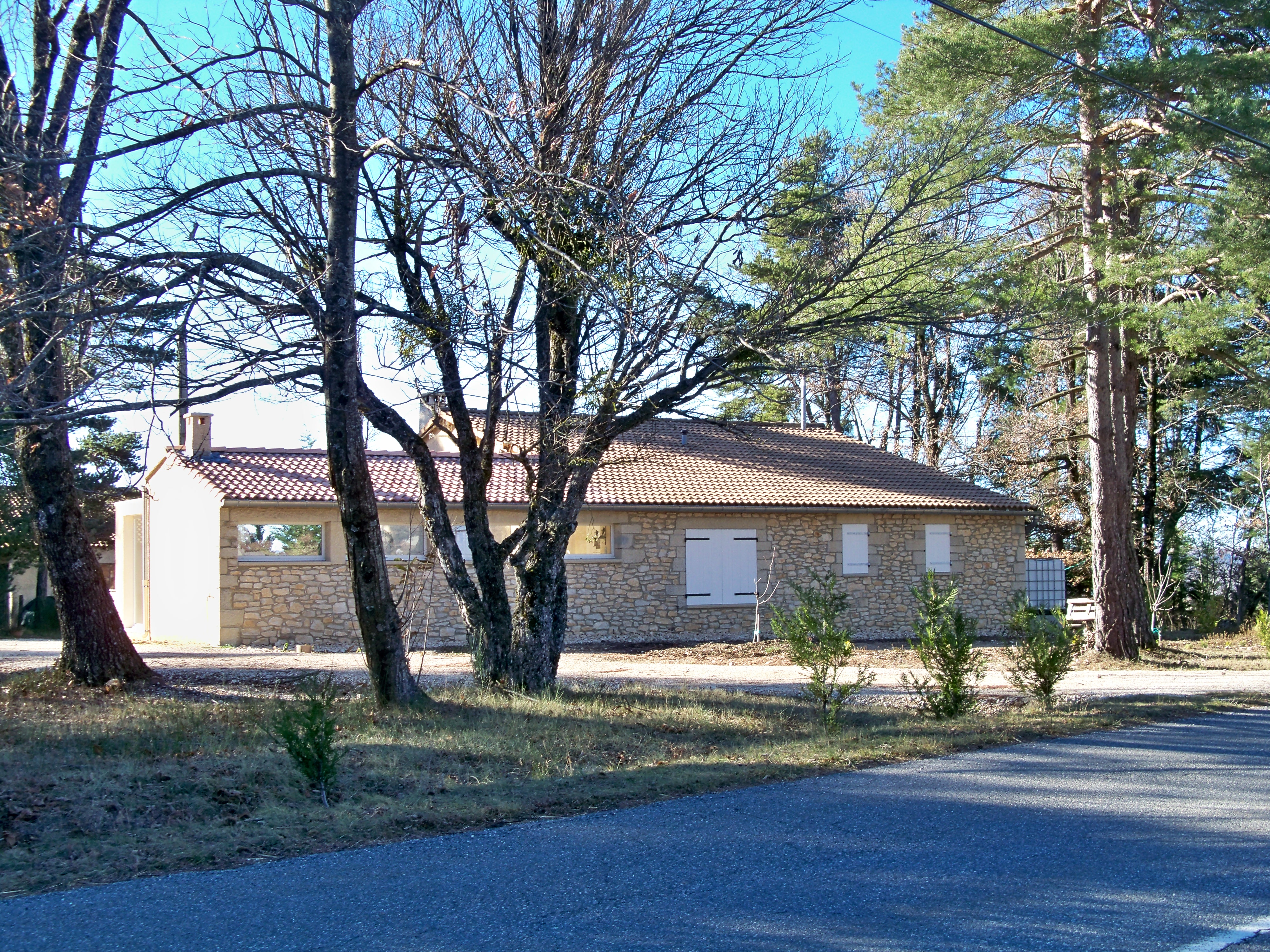
Gîte rural au Revest-du-Bion.

Deux grands axes attractifs ont permis de développer sur l'ensemble du plateau un tourisme spécifique. Le premier est lié aux plantes aromatiques et au premier chef aux champs de lavande. Le second a trait à la spéléologie et n'en est pas moins important.
Un journal d'Australie affirmait, au début des années 2000, dans un de ses articles que « les plateaux de lavande de Haute-Provence sont l'une des 10 choses à avoir impérativement vues dans sa vie ». Il est vrai qu'un paysage particulier a été forgé dans les Alpes provençales par la pratique de cultures spécifiques, liées à l'absence d'irrigation, qui vont de la lavande et du lavandin qui fleurissent, entre la mi juin et la fin juin et dont « l'apothéose arrive début juillet », en passant par la sauge sclarée, productions qui permettent de suivre un « itinéraire coloré et parfumé ». Ces circuits, qui peuvent se faire en VTT ou à pied, sont faciles d'accès à partir des hébergements tel que le camping (Sault) ou les gîtes (Revest-du-Bion, Banon, Simiane).  
Les spéléologues savent que tous les passionnés se retrouvent au village de Saint-Christol tant pour l'hébergement que pour planifier leurs explorations. Sa position entre montagne de Lure, mont Ventoux et gorges de la Nesque (zones classées « Réserves de Biosphère » par l’UNESCO) en a fait un carrefour incontournable.

## Énergie renouvelable

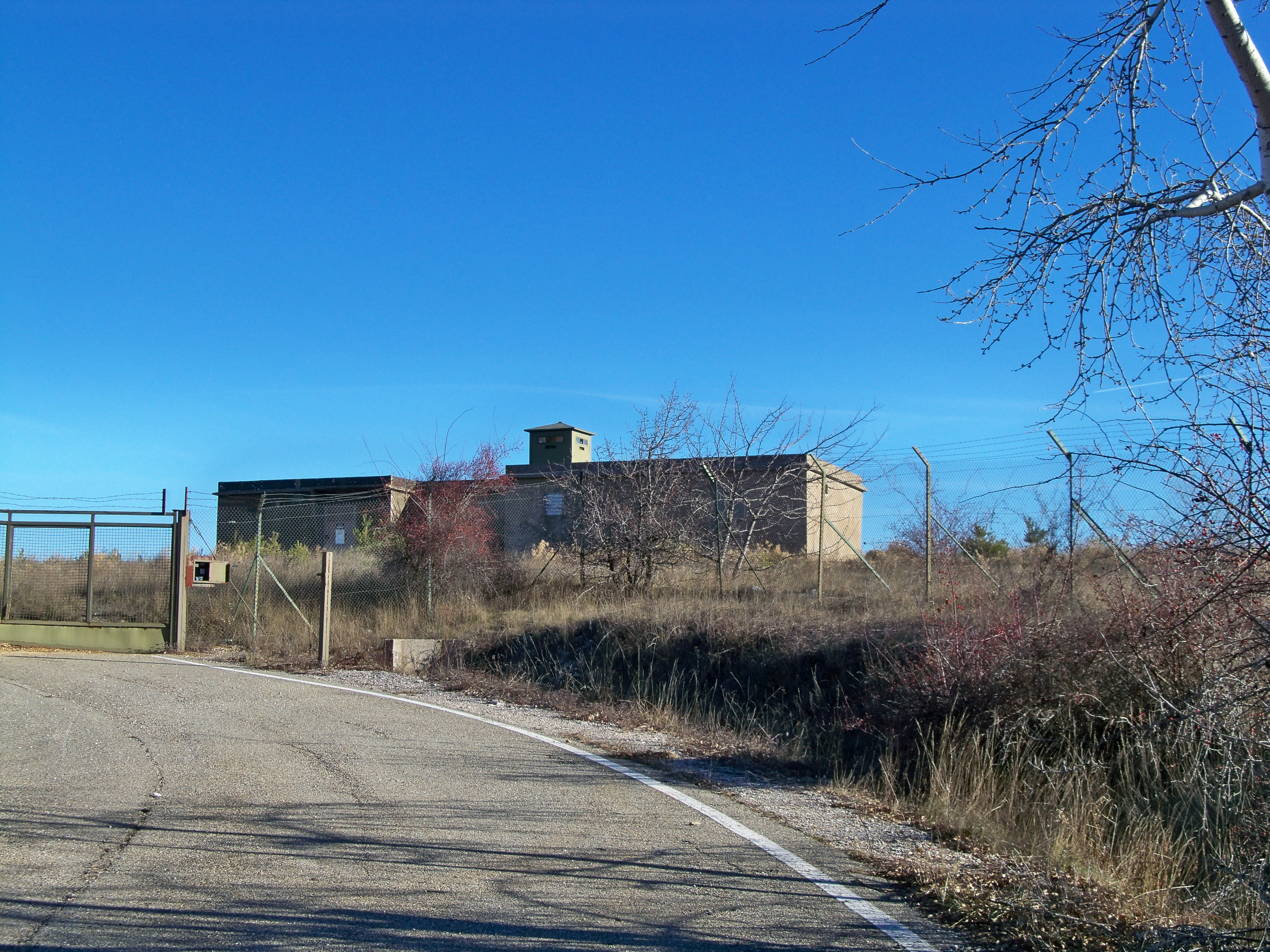
Bâtiment extérieur conservé ayant abrité le personnel de maintenance des missiles nucléaires.

La première centrale solaire photovoltaïque du plateau d'Albion a été construite sur un ancien silo destiné au lancement de missiles nucléaires situé sur la commune de Sault. Ce centre de tir disposait encore de son silo cylindrique en acier et béton (30 mètres de profondeur), recouvert d'une dalle de 9 mètres d'épaisseur. Ce site désaffecté depuis 1996, et démantelé entre 1997 et 1999, a été comblé de graviers. Seul le bâtiment extérieur a été conservé et adapté aux nécessités de l'exploitation de la centrale solaire. La clôture a également été conservée. Il est situé sur l'ancienne ZL 2-2.
Sa construction et son exploitation ont été confiées à AES Solaire France, société spécialisée dans les projets photovoltaïques. Elle a mis en place, sur trois hectares, une centrale développant une puissance de 1,2 MWc. L’investissement pour les 16 400 panneaux avoisine les 5 millions d’euros. L'exploitation commerciale de la centrale solaire a débuté en décembre 2009 et couvre désormais les besoins en électricité d'environ 600 foyers. Son électricité est vendue à Électricité de France (EDF) dans le cadre d'un contrat de vente sur vingt ans. 

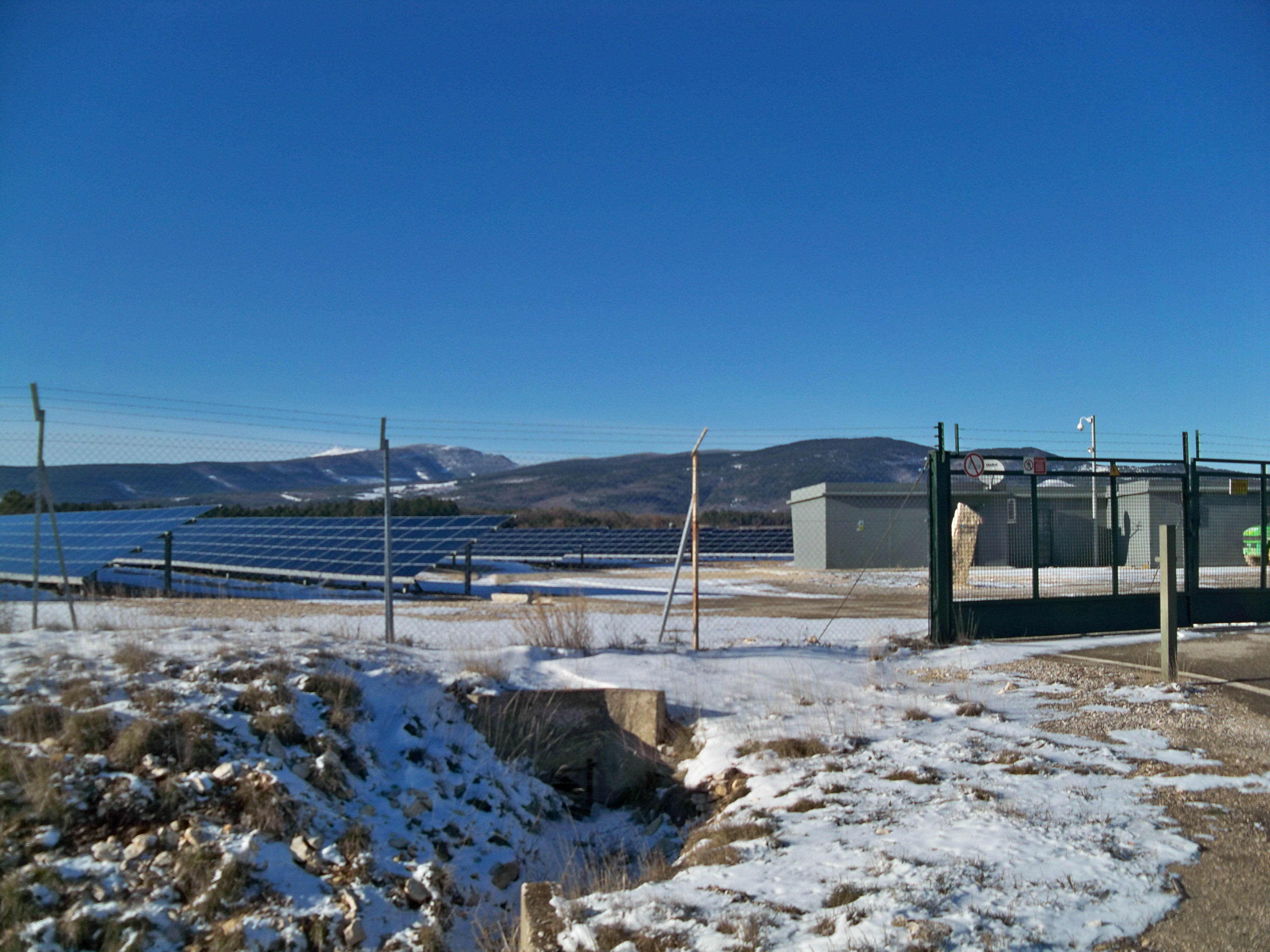
Zone de lancement (ZL 2-2) transformée en centrale électrique à panneaux photo-voltaïques.

Son inauguration officielle a eu lieu le jeudi 17 juin 2010 en présence d'André Faraud, maire de Sault. Il a rappelé qu'à la fin des années 1990, ce site avait été racheté par un agriculteur. En 2008, ce dernier décidait de le louer à un opérateur intéressé pour y établir une centrale photovoltaïque. « Techniquement, l'électricité produite par les panneaux est envoyée dans une centrale, installée dans les anciens bâtiments militaires et pourvue d'un onduleur et d'un transformateur. Là, le courant basse tension en continu fourni par les panneaux est transformé en courant moyenne tension alternatif. Il est ensuite livré directement sur la ligne EDF toute proche, via une porte de livraison sur site, munie d'un compteur. La centrale, pourvue de deux petites stations météos, fonctionne en autonomie, surveillée à distance par informatique et sur place par 18 caméras. ».
Depuis décembre 2009, la centrale solaire qui produit près de 3 000 kWh par an et par foyer, a évité l'émission de 11 000 tonnes de CO2.  Les panneaux installés sont de type First Solar (technologie couche mince) et utilisent 32 kilomètres de câbles. Ses promoteurs, AES Solaire France, basée à Aix-en-Provence, réalisent avec cette centrale leur premier projet en phase opérationnelle.
Un de leurs concurrents, Eco Delta Développement (EDD) a obtenu un permis pour la construction d’un parc photovoltaïque d’une puissance de 1,2 MWc octroyé par la commune du Revest-du-Bion sur un ancien silo de lancement de missiles. La centrale solaire est constituée de 4 000 panneaux couvrant 3 hectares. Elle fournit en électricité les habitants du Revest. L’investissement représente un montant de 4,5 millions d’euros. Les travaux qui avaient débuté fin janvier 2010 ont permis une mise en service au printemps 2011.
En 2020, 3 autres anciens sites de silos nucléaires situés sur la commune de Simiane-la-Rotonde doivent accueillir des centrales photovoltaïques de respectivement 2,5 MWc, 3,6 MWc et 3,7 MWc, opérées par le développeur Sonnedix.

## Personnalités liées au plateau d'Albion
- Les Agoult, famille de la noblesse provençale.
- La famille des Simiane, famille de la noblesse provençale
- Charles Dupuy-Montbrun (1530-1575) qui fit construire le château de la Gabelle à Ferrassières.
- Godefroy Wendelin, installé en Provence de 1598 à 1612, il créa en 1603 le premier observatoire météorologique et astronomique de son genre.
- Jean François Palhier de Sylvabelle (1748-1822), maire de Simiane et député aux Cinq-Cents.
- Robert de Lamanon (1752-1787), botaniste, seigneur du Ventouret.
- Joseph Elzéar Morénas (1778-1830), orientaliste et écrivain-botaniste.
- Pierre Alexis de Ponson du Terrail (1829-1871), feuilletoniste, dont la famille est originaire de Simiane-la-Rotonde.
- René Seyssaud (1867-1952), peintre provençal.
- Eugène Martel (1869-1947), peintre né au Revest.
- Henri Laugier (1888-1973), physiologiste.
- Pierre Ambrogiani (1906-1985), peintre d'origine corse qui vécut à Aurel.
- Jacqueline Lamba (1910-1993), peintre.
- Maurice Pic (1913-1991), homme politique.
- Philippe Beyne, alias d'Artagnan, et Maxime Fischer, alias Anatole, fondateurs du Maquis Ventoux.
- Pierre Martel (1923-2001), né au Revest, fondateur des Alpes de Lumière.
- Élisabeth Chabin (1944-), peintre.